# Juegos Suramericanos de 2010

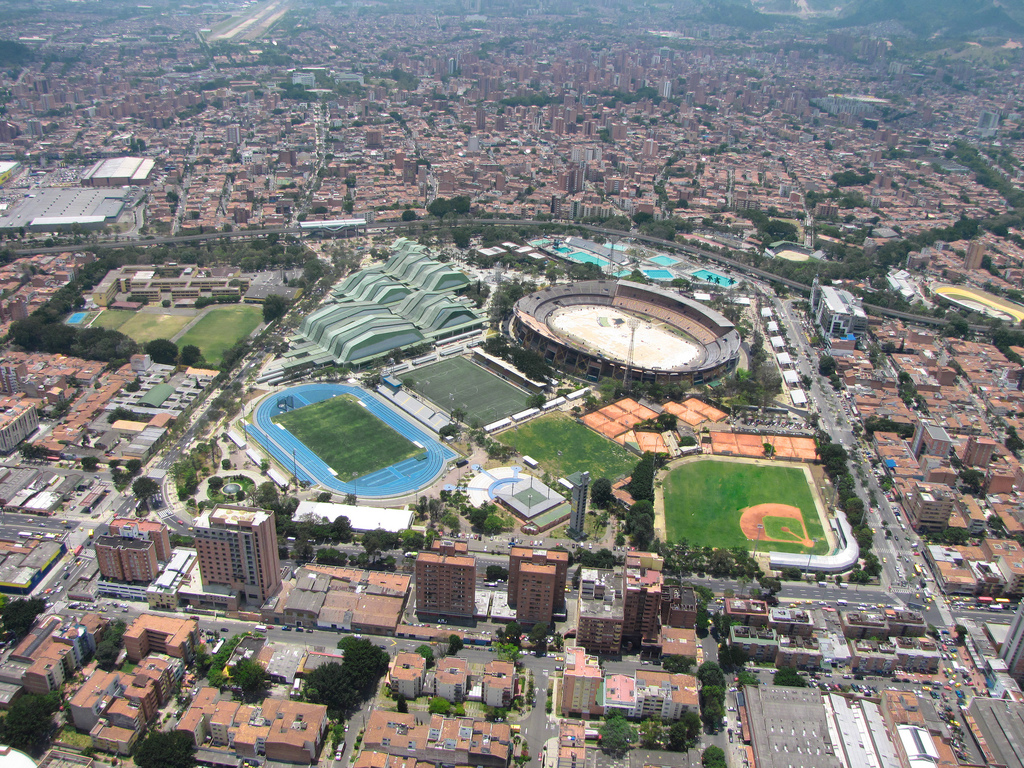
Unidad Deportiva Atanasio Girardot, cuatro días antes de la ceremonia de apertura de los Juegos Suramericanos de Medellín 2010. Se observa el estadio sin grama debido a la preparación del escenario para el montaje de la ceremonia.

Los IX Juegos Suramericanos, también llamados Juegos Sudamericanos o Juegos ODESUR —en portugués, Jogos Sul-Americanos—, se realizaron en la ciudad de Medellín, Antioquia, entre el 17 y el 30 de marzo de 2010, aunque la inauguración oficial se realizó el 19. Es un evento multideportivo que se desarrolla cada cuatro años entre los países pertenecientes a la Organización Deportiva Suramericana —Odesur—.
Durante la competición se disputaron cuarenta y dos modalidades deportivas entre quince países durante dos semanas de competencias en ocho subsedes: Bello, Copacabana, Envigado, Guarne, Guatapé, Itagüí, Rionegro y Sabaneta. Para los juegos se construyeron cinco nuevos coliseos y una villa olímpica compuesta por trece torres de apartamentos.
Con 3751 acreditados, Medellín 2010 se convirtió en la edición de los Juegos Suramericanos con el mayor número de deportistas participantes. También fue la edición con mayor número de deportes en competencia, con un total de treinta y uno en el programa. 
La realización de los juegos implicó una inversión de USD 175 millones; —COP 376 000 millones— por parte del Estado, de los cuales la mayor parte fue asignado a obras de infraestructura. A este capital se sumaron las inversiones de empresas privadas por sus patrocinios y aportes. El evento deportivo constituyó una mejora en la imagen del país y una proyección para el departamento de Antioquia a la región suramericana. Asimismo, fue la segunda vez en que la ciudad de Medellín organizó un evento olímpico; ya en 1978 la ciudad fue sede de los XIII Juegos Centroamericanos y del Caribe, y gracias al éxito obtenido en ambas ediciones de eventos polideportivos, la ciudad oficializó en 2012 su candidatura a los Juegos Olímpicos de la Juventud 2018, evento que finalmente se realizó Buenos Aires (Argentina).
Se estima que Medellín recibió 6000 turistas extranjeros y 6900 visitantes de otras regiones del país durante los juegos. Según el comité organizador la ocupación hotelera llegó al 66,7 %, de los cuales el 31 % fueron huéspedes extranjeros.

## Proceso de candidatura
Las ciudades postuladas para ser sede de los Juegos Suramericanos fueron Barquisimeto, Medellín y Santiago. Sin embargo, solo se tomó en cuenta las candidaturas de estas dos últimas, pues la de Barquisimeto no cumplía con la reglamentación.
Una vez conocidas las ciudades que se disputarían la sede de los juegos de 2010, se estableció que la elección se efectuaría el día 7 de noviembre, en Buenos Aires, durante el Congreso de la Odesur que antecedió a la realización de los Juegos Suramericanos 2006, entre el 9 y 19 de noviembre, en dicha ciudad.
Además, en esta reunión el organismo nombró una Comisión de evaluación de las candidaturas de las ciudades, la cual quedó conformada por los presidentes de los comités olímpicos de Paraguay, Ramón Zubizarreta, y de Ecuador, Danilo Carrera, además del director técnico de la Odesur, José Roberto Perillier.

### Elección de la ciudad sede
La delegación colombiana que viajó a Buenos Aires a defender la candidatura de Medellín estuvo conformada por el entonces alcalde de Medellín Sergio Fajardo, el presidente del Comité Olímpico Colombiano —COC—, Andrés Botero, el director nacional de Coldeportes, Evert Bustamante y la directora del Instituto de Deportes y Recreación de Medellín —INDER—, Alicia Eugenia Vargas.
La presentación de la candidatura de Medellín la inició y cerró el presidente del COC. También intervinieron los demás integrantes de la delegación colombiana. En su exposición Fajardo señaló las ventajas de la ciudad y su tradición deportiva y resaltó el progreso que ha presentado la ciudad, la cual pasó de ser considerada una capital violenta a una capital de progreso y esperanza. Además se incluyó una presentación por video de cuatro minutos con las palabras de Álvaro Uribe, entonces presidente, quien respaldaba ampliamente la ciudad y ofrecía como ejemplo la exitosa realización de los XV Juegos Bolivarianos de 2005 en Armenia y Pereira y de los XX Juegos Centroamericanos y del Caribe en Cartagena de Indias realizados en 2006. Por su parte, la presentación de Chile giró en torno a la modernización del país, una inversión de 28,8 millones USD en infraestructura deportiva y sustanciosas ofertas económicas para aumentar el número de competidores de cada país.
El 7 de noviembre de 2006, dos días antes del inicio de los VIII Juegos Suramericanos en Buenos Aires, se anunció públicamente que por una victoria de ocho votos a seis, la ciudad sede sería Medellín; los votantes fueron los catorce delegados nacionales —con excepción de Guyana— habilitados para tal efecto. En palabras de Carlos Arthur Nuzman, presidente de la Odesur:

...por el proyecto presentado por la ciudad de Medellín, estamos ciertos de que los IX Juegos Suramericanos serán un suceso.
Carlos Arthur Nuzman

Una vez se conocieron los resultados de la elección de la ciudad, el presidente del Comité Olímpico Colombiano, Andrés Botero, comentó al diario El Mundo de Colombia:

Estamos felices, la emoción es inmensa, indescriptible, porque los países vecinos han vuelto a creer en Colombia y especialmente en Medellín... Fue una votación apretada, 8-6 sobre Santiago de Chile, la otra ciudad aspirante, pero al final creyeron en Medellín y eso nos deja muy satisfechos porque es volver a tener la confianza y el respaldo de la dirigencia y los deportistas del resto del continente... esta designación, es un gran reto para Medellín, que le llega en un momento preciso para que muestre al resto del continente y el mundo en general sus progresos en todos los órdenes, no sólo en materia deportiva y dirigencial, sino de desarrollo social y cultural, que la convierten en un verdadero ejemplo de pujanza y tesón para superar las dificultades que en otras épocas le tocó vivir.
Andrés Botero

## Participantes

### Países participantes
A los juegos asistieron 3751 deportistas acreditados. La delegación de Colombia fue la más numerosa con un total de seiscientos cuarenta y cuatro participantes, seguida por las de Brasil, Argentina, Chile y Venezuela con quinientos setenta y tres, quinientos sesenta y tres, cuatrocientos cincuenta y seis y cuatrocientos cincuenta y un deportistas respectivamente. La delegación más pequeña fue la de Guyana con ocho acreditados, seguida por Surinam, Panamá, Aruba y Antillas Neerlandesas con veintiséis, veintisiete, veintiocho y cincuenta y nueve participantes respectivamente. De la misma manera Ecuador asistió con doscientos ochenta deportistas acreditados, Perú con doscientos cuarenta y dos, Uruguay con ciento cincuenta y cinco, Paraguay con ciento veinticuatro y Bolivia con ciento quince.

### Deportes
Esta edición de los juegos contó con treinta y un deportes y cuarenta y dos disciplinas. Por primera vez se incluyó el squash en las competiciones, retornaron los deportes acuáticos, karate, bolos y patinaje en sus distintas disciplinas y no se realizaron hockey sobre césped ni rugby.
Los quince países participantes se inscribieron en taekwondo y natación, por lo que fueron las especialidades con mayor representación. En el otro extremo, clavados, béisbol y sóftbol presentaron el mínimo de participantes con cuatro países. Varias delegaciones reclamaron porque se disputaron disciplinas con menos de cinco países participantes.
Atletismo se disputó con trece países inscritos —Aruba y Panamá fueron los ausentes—. A su vez, tiro deportivo, judo y karate igualmente presentaron una alta participación con doce países en cada una.
Por otro lado, ocho disciplinas deportivas quedaron fuera del programa debido a que no se cumplieron los requisitos de cuatro países mínimos en contienda. Entre ellas estaban el fútbol femenino, rutina libre combinada de equipos en nado sincronizado, Katame No Kata y Nague No Kata en judo femenino, tabla femenino en vela, los 10 000 metros de atletismo, las modalidades de cuatro remos largos y dos remos largos sin timonel masculino en remo y 72 kilogramos en lucha libre femenina.
| - Atletismo - Bádminton - Baloncesto - Balonmano - Béisbol - Bolos - Boxeo - Canotaje - Ciclismo: - BMX-Bicicrós - Ciclismo de Pista - Ciclismo de Ruta - Ciclomontañismo | - Equitación - Esgrima - Esquí acuático - Fútbol: - Futsal - Fútbol de campo - Gimnasia: - Gimnasia artística - Gimnasia rítmica - Judo - Karate - Halterofilia | - Lucha - Natación: - Clavados-Saltos - Nado Sincronizado - Natación - Natación en aguas abiertas - Polo Acuático - Patinaje: - Patinaje de velocidad - Patinaje artístico | - Remo - Softbol - Squash - Taekwondo - Tenis - Tenis de mesa - Tiro con arco - Tiro olímpico - Triatlón - Vela - Voleibol: - Voleibol - Voleibol de playa |

## Símbolos

### Logotipo de los Juegos

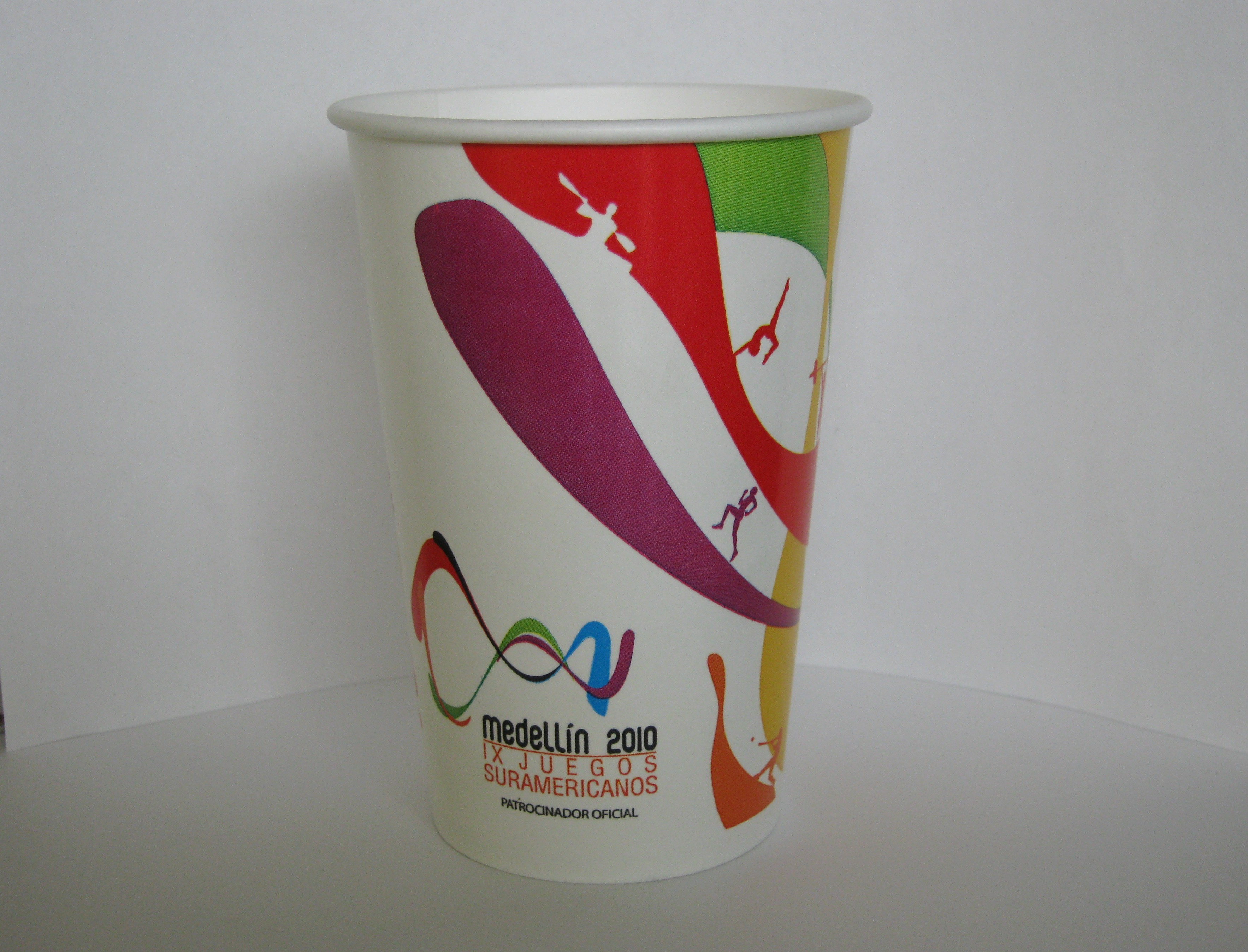
Vaso de gaseosa usado durante los Juegos Suramericanos Medellín 2010. Se observa el logotipo de los juegos.

Para obtener el diseño del logotipo, se realizó un concurso público en el cual se presentaron ciento veinte propuestas. El 3 de diciembre de 2009 en el Parque Juanes de la Paz se informó que el escogido fue el diseño llamado «Ciudad Dinámica» de María Paulina Escobar Soto, quien ganó un premio de 15 000 000 COP (7500 USD). Escobar Soto, de 22 años, estudiante de octavo semestre de Comunicación Gráfica y Publicitaria, de la Universidad de Medellín, realizó inicialmente el logotipo como parte del trabajo final de una materia de la universidad en el cual trató de plasmar a Medellín en un papel. La idea base para el diseño provino del símbolo del infinito: {\displaystyle \infty }. Luego el símbolo evolucionó cuando se buscó incluir la letra «M» de Medellín y la silueta de las montañas que rodean a la ciudad dando origen al logotipo de Medellín 2010. Este logotipo, sin embargo, no fue suficiente para el profesor de la materia, ya que consideró que este no comunicaba nada y no era suficiente para aprobar. La explicación que Escobar dio para justificar su trabajo fue, textualmente:

El logo representa en conjunto a Medellín como sede de los IX Juegos Suramericanos, una ciudad en constante evolución y desarrollo, cargada de alegría y empuje, representada en múltiples colores. También está la proyección deportiva de la ciudad de los juegos con la diversidad de formas que hacen el logo. Dichas formas proyectan el dinamismo del deporte y cómo este permite el encuentro de múltiples culturas en un solo punto.
María Paulina Escobar Soto

En el diseño ganador se buscaba encontrar la identidad de los juegos y de la ciudad; por ello se observó que el logotipo seleccionado refleja el dinamismo y constante movimiento de la ciudad de Medellín y de los Juegos Suramericanos de una forma simple, a través de sus formas y colores. Gabriel Jaime Villa, presidente del jurado seleccionador, comentó que la decisión final del logotipo apuntó a que tuviese posibilidades visuales en las estructuras de los escenarios y en los productos de mercadeo, proyección en los medios y funcionalidad y dinámica del elemento gráfico.

### Mascota olímpica
La presentación oficial de la mascota se realizó el 4 de junio de 2009, fecha en la que se sugirió que fue encontrado un inmenso huevo prehistórico en las excavaciones que se realizaron en las obras de la Unidad Deportiva Atanasio Girardot. Debido a este hallazgo, se convocó a los medios de comunicación para anunciar el encuentro y mostrar al mundo cuando el cascarón se rompió y nació la mascota de los juegos, llamada Llín. La presentación mostró cómo el ave, luego de su nacimiento, realizaba movimientos propios que sugerían las disciplinas deportivas que se disputarían en los venideros juegos. De la misma manera el ave abrazó al alcalde de Medellín, Alonso Salazar, en señal de identificar al «padre putativo» de la mascota. Llín fue una creación de Pedro Rojas y el ilustrador Álvaro Toro, a partir de las ideas presentadas por los niños en un concurso diseñado para tal fin.

### Canción oficial
Victoriano Valencia Rincón fue el compositor de la letra y música de «Juégate», la canción oficial de la novena edición de los Juegos Suramericanos. La voz de la interpretación fue de la mezzosoprano Yenny Lorena Restrepo Jaramillo. La presentación de la canción se realizó el 1 de marzo de 2010 en una rueda de prensa realizada en el auditorio del Inder de Medellín y fue la imagen sonora de los juegos deportivos. El compositor comentó que su letra describe el significado de los juegos como un momento histórico para la celebración de la vida y el encuentro con los demás.

### Vestuario oficial
La marca GEF de Vestimundo, patrocinador exclusivo, confeccionó el vestuario para el personal de la organización de los juegos. Los diseños fueron de Isabel Bernal Restrepo y Camilo Álvarez, de la Colegiatura Colombiana de Diseño, quienes ganaron la oportunidad en un concurso de diseño y adicionalmente un premio de diez millones de pesos —aprox. 5000 USD—. En el concurso participaron veintiséis propuestas de diseños de todo el país; luego se preseleccionaron ocho y al finalizar se seleccionó el prototipo para los juegos. La producción totalizó aproximadamente 30 000 prendas y 20 000 accesorios.

### Imagen urbana

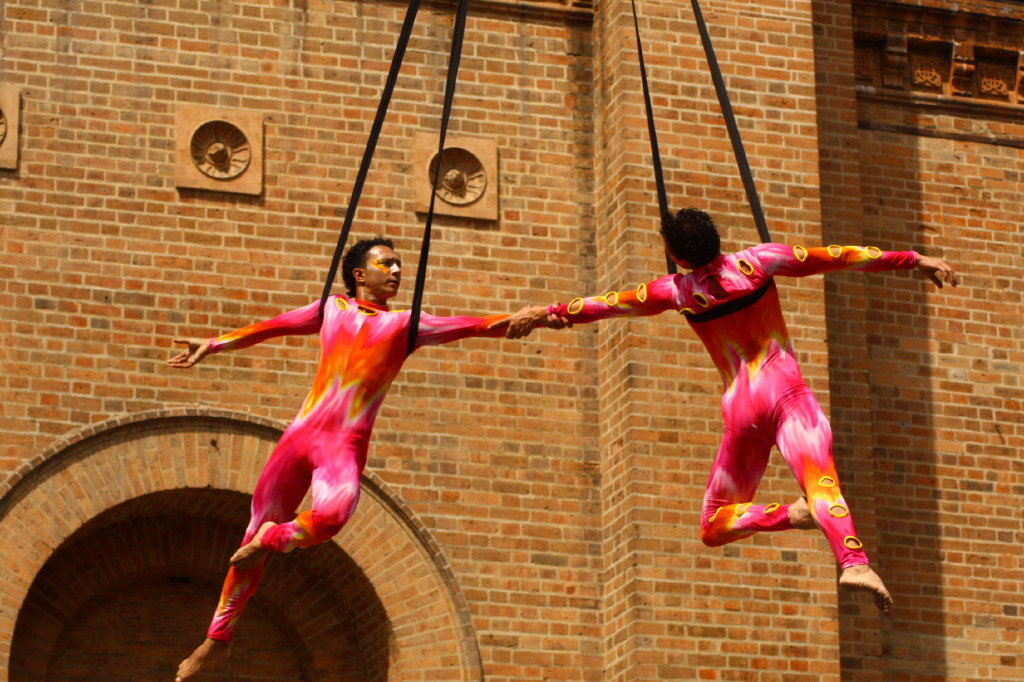
En el recorrido del Fuego Suramericano por la ciudad, se realizaron una serie de eventos culturales. En la imagen un espectáculo de acrobacia en el parque Bolívar, frente a la Catedral Metropolitana.

Desde el 1 de marzo de 2010 la ciudad fue decorada con un conjunto de señalizaciones para mostrar la proximidad de los juegos. La señalética estuvo compuesta por la imagen de los treinta y un deportes que se disputaron en el evento, con un tamaño promedio de 1,50 x 1,20 m y decoradas con los colores del logo de los juegos. Las figuras, desarrolladas por los estudiantes de la Universidad EAFIT que se especializan en el pregrado de Ingeniería de diseño de producto, incorporan diferentes posiciones deportivas, «transmitiendo la fuerza y la energía de la acción.»
Adicionalmente, durante los juegos, Medellín se vistió con luces decembrinas. El río y múltiples calles prendieron su iluminación tradicional navideña, reconocida a nivel internacional por ello, durante los juegos para darles la bienvenida a los deportistas a la ciudad. La fuente del Cubo del Edificio EPM con sus espectáculos de agua y luces diarios, la calle Pichincha, la 70, el río Medellín y sus ciento sesenta chorros, las fuentes cibernéticas, el puente Guayaquil, entre otros se iluminaron acompañados de las quince banderas de las delegaciones visitantes, que se izaron en distintas zonas de la ciudad. Además los visitantes a los juegos observaron cómo los complejos deportivos se vistieron igualmente de luces multicolores constituyendo una imagen fotográfica muy distinta a la que se vive en el día en los escenarios deportivos. Gracias al desarrollo de los juegos, la ciudad recibió en la Novena Conferencia Mundial sobre Medio Ambiente y Deporte, realizada en Doha en 2011, el premio Medio Ambiente y Deporte, para las Américas.

### Fuego suramericano

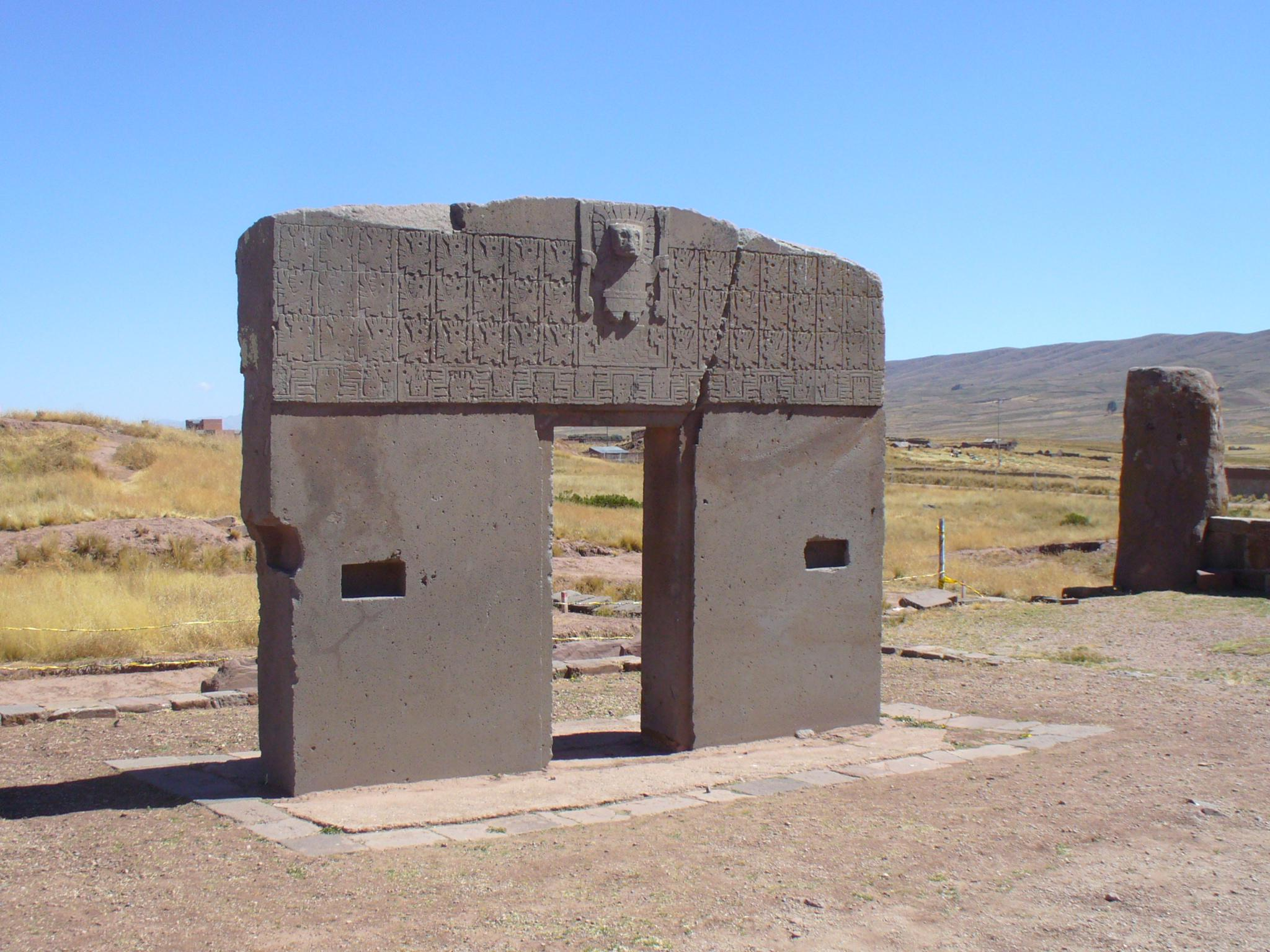
Puerta del Sol en Tiahuanaco, Bolivia, lugar del encendido de la llama suramericana para los juegos de Medellín 2010.

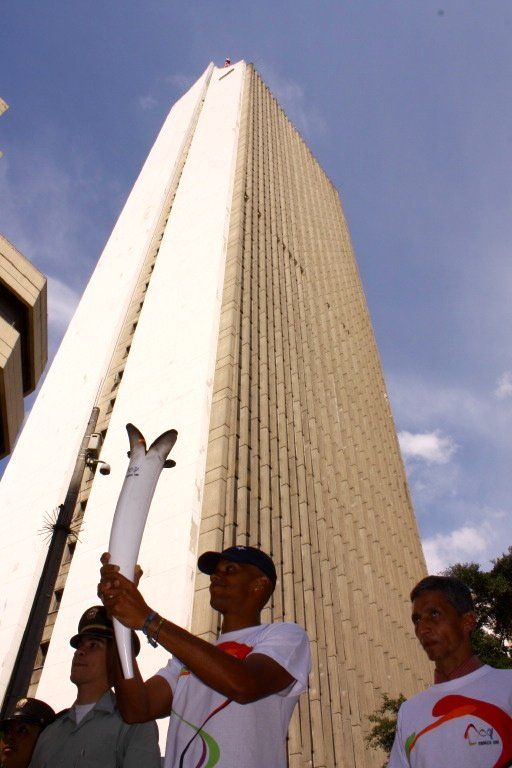
Siguiendo el fuego de los Juegos Suramericanos de 2010 por el Centro de Medellín.

El 2 de marzo de 2010, sacerdotes indígenas encendieron la llama olímpica en la Puerta del Sol en el alto de Tiahuanaco. El primer relevo del recorrido fue un chasqui o mensajero ancestral que realizó una carrera de 15 kilómetros aproximadamente. La llama pernoctó su primera noche en el Aeropuerto Internacional El Alto en la La Paz para comenzar su viaje a Colombia al día siguiente.
El 3 de marzo el fuego olímpico suramericano llegó a la ciudad de Medellín. Con su llegada, comenzaron en la ciudad una serie de actividades para celebrar las vísperas de los Juegos Suramericanos. En una ceremonia de bienvenida en el Aeropuerto Olaya Herrera, llegó el alcalde de Medellín Alonso Salazar en un avión de la Fuerza Aérea Colombiana procedente de Bolivia, país donde recibió el fuego suramericano de manos del Presidente de Bolivia Evo Morales. La ceremonia fue descrita por el diario El Tiempo como la «inauguración emocional de los juegos», en la cual se dispuso de una alfombra roja y las banderas de los 15 países participantes, acompañados por tres diferentes bandas de la Policía Nacional de Colombia.
El clavadista Víctor Ortega y la arquera Natalia Sánchez fueron los dos deportistas encargados de recibir la llama de manos del alcalde. Junto a la mascota olímpica Llín, fueron trasladados en un podio móvil hasta el Cerro Nutibara al tradicional Pueblito Paisa donde se encendió el pebetero que ardió hasta el inicio de los juegos. A partir de este día el fuego suramericano comenzó a recorrer las ocho subsedes de las competencias y a pernoctar todos los días en un lugar distinto, resguardado por un grupo de scouts llamados «Guardianes del fuego» que velaron para que no se apagara. Los días siguientes, la llama suramericana realizó el siguiente recorrido:
| Día         | Ruta                                                                | Pernoctó                         |
| ----------- | ------------------------------------------------------------------- | -------------------------------- |
| 2 de marzo  | Encendido Fuego en los Altos de Tiahuanaco, Bolivia                 | Aeropuerto Internacional El Alto |
| 3 de marzo  | Aeropuerto Olaya Herrera, Colombia                                  |                                  |
| 3 de marzo  | Cerro Nutibara, Medellín                                            | Pueblito Paisa                   |
| 4 de marzo  | Parque de Las Chimeneas, Itagüí                                     | Subsede Itagüí                   |
| 5 de marzo  | Parque Ditares, Sur del municipio de itagüí                         |                                  |
| 5 de marzo  | Centro Comercial Mayorca                                            | Subsede Sabaneta                 |
| 6 de marzo  | Sur del Valle de Aburrá                                             |                                  |
| 6 de marzo  | Polideportivo Sur de Envigado                                       | Subsede Envigado                 |
| 7 de marzo  | Comuna 14 Poblado, Comuna 9 Buenos Aires y Santa Elena              | Medellín                         |
| 8 de marzo  | Glorieta del Aeropuerto José María Córdova)                         | Subsede Rionegro                 |
| 9 de marzo  | Partidas de Marinilla                                               | Subsede Guatapé                  |
| 10 de marzo | Guarne                                                              | Subsede Guarne                   |
| 11 de marzo | Peaje de la Autopista Medellín-Bogotá, Copacabana                   |                                  |
| 11 de marzo | Peajito Social                                                      | Subsede Copacabana               |
| 12 de marzo | Comuna 2-1                                                          | Subsede Bello                    |
| 13 de marzo | Comuna 3-4                                                          | Medellín                         |
| 14 de marzo | Comuna 5-6: Castilla, 12 de octubre                                 | Medellín                         |
| 15 de marzo | Comuna 7 Robledo Villa Suramericana                                 | Villa Suramericana               |
| 16 de marzo | Corregimientos: Palmitas, San Cristóbal                             | Medellín                         |
| 17 de marzo | Comunas 13-12-11: San Javier, La América, Laureles-Estadio          | Medellín                         |
| 18 de marzo | Comuna 8-10, Villa Hermosa, La Candelaria. Pernocta en La Alpujarra | Medellín                         |
| 19 de marzo | Estadio Atanasio Girardot                                           | Ceremonia de apertura            |

El 1 de septiembre de 2009 anunciaron al ganador del diseño del farol y la antorcha para los Juegos Suramericanos Medellín 2010: Ever Patiño Mazo, profesor y diseñador industrial de la Universidad Pontificia Bolivariana, quien recibió un premio de diez millones de pesos (aprox. 5000 USD). El diseño se inspira en la conjugación de los conceptos «alegría» y «movimiento», los cuales representan las costumbres y hábitos de los ciudadanos de Medellín y al apelativo de la ciudad de la «Eterna Primavera». De estos conceptos se definió a las «flores» como referencia principal —margaritas, bromelias, orquídeas, claveles—, ya que son símbolos arraigados de la localidad con amplia proyección internacional. De este símbolo salen las «geometrías orgánicas» de flores en movimiento y como la naturaleza protege los pétalos en capullos, de la misma manera el farol protege la llama de los juegos y la antorcha la exhibe germinada, completamente abierta.

## Organización

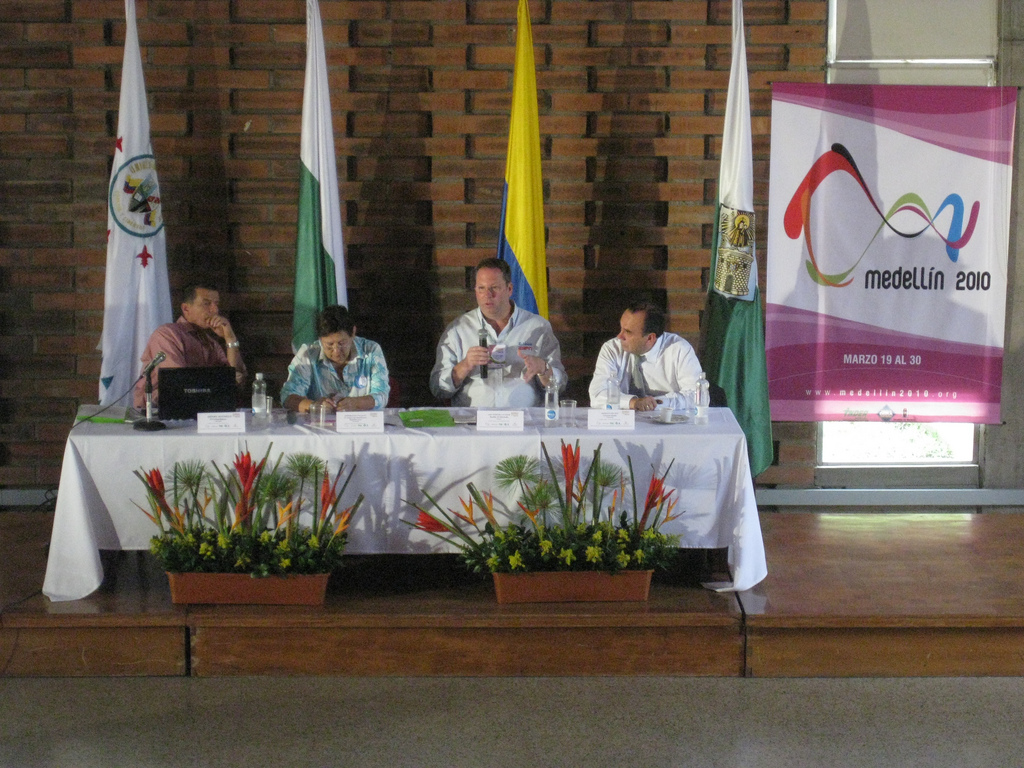
Seminario internacional con miras a los Juegos de Medellín 2010.

### Comité organizador
La directora general de los juegos fue Alicia Eugenia Vargas Restrepo, abogada y tecnóloga deportiva. Se desempeñó entre 2004 y 2008 como directora general del Instituto de Deportes y Recreación de Medellín —Inder—. Vargas perteneció a la comisión de mujer del Comité Olímpico Internacional.
Entre el 19 y el 21 de enero se hizo el seminario de jefes de misión, en el cual participaron los líderes deportivos de los quince países. En el evento se revisaron los detalles de la organización —acreditaciones, prensa, etc.—, la preparación de la logística —transporte y alojamiento—, avance de las obras de los escenarios deportivos y detalles puntuales. El evento se realizó en el Salón Antioquia del Hotel Intercontinental y se presentaron todos los coordinadores deportivos con el propósito de aclarar cualquiera de las dudas de los jefes de misión. Además los participantes tuvieron la oportunidad de visitar las subsedes de los juegos.
Los jefes de misión asistentes fueron:
| - Antillas Neerlandesas - Edelmiro Seferina - Argentina - María Julia Garísoain - Aruba - Juelle Thude - Bolivia - José Muñoz - Brasil - Bernard Rajzman | - Chile - Jaime Agliati Valenzuela - Colombia - Guillermo González - Ecuador - Marcelo Delgado - Guyana - Gokarn Ramghani - Panamá - Rolando Villalaz | - Paraguay - Arturo Piccardo - Perú - José Quiñones González - Surinam - Óscar Brandon - Uruguay - Walter Calabria - Venezuela - Elida Párraga |

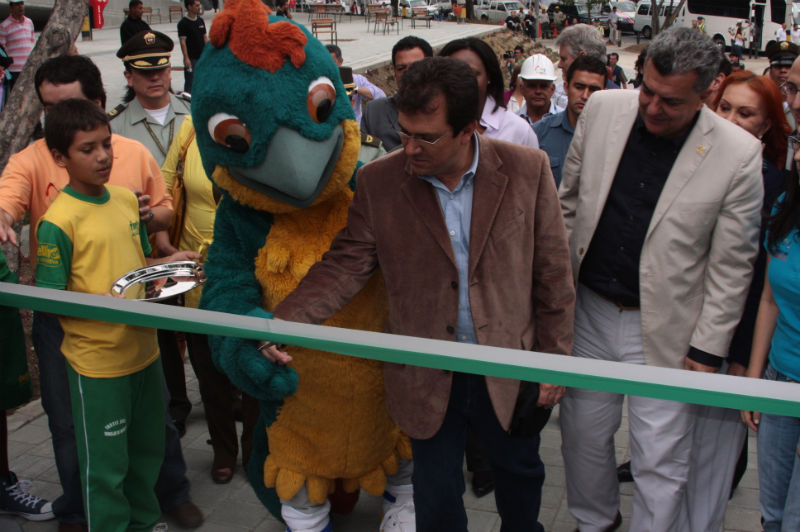
El canal local Telemedellín fotografió al alcalde de Medellín Alonso Salazar junto a la mascota de los juegos, Llín, en la inauguración de los escenarios deportivos.

Desde el 12 de marzo, el alcalde de Medellín Alonso Salazar mudó su despacho al coliseo de baloncesto de la U.D. Atanasio Girardot para realizar sus funciones desde allí y así supervisar cada detalle de la organización de los juegos. Su despacho permaneció en dicho lugar hasta el 30 de marzo cuando culminó el evento deportivo. El alcalde comentó al respecto: 

...Hay un dicho tradicional cuenta que el ojo del dueño engorda el ganado. O hay otro que dice, la cara del santo puede hacer milagros. Hay una serie de obras y circunstancias que faltan y estar sobre terreno ayuda a agilizar... La idea es que la coordinación entre los contratistas sea más eficiente. Esa puyita hace que las cosas se agilicen y va uno viendo que otras hacen falta. Ayer por ejemplo decidí pavimentar en otro sector y arreglar las aceras y los jardines... demolimos unos escenarios de hace 50 años y construimos unos para los 50 que vienen. Pero no es solo el mérito de la construcción, la dotación tiene todas las calidades y las mejores condiciones.
Alonso Salazar

Durante el transcurso del período preparatorio hubo «celo entre la Alcaldía de Alonso Salazar y la Gobernación de Luis Alfredo Ramos», según el concejal de Medellín Rubén Darío Callejas Gómez. Estas diferencias surgieron en lo referente a la organización de los juegos y la inversión de dinero, hasta el punto en que ambas organizaban los juegos por su lado, con dos chequeras, de las cuales una no tenía conocimiento de la existencia de la otra.
La Odesur elogió la organización de los juegos Medellín 2010. Su presidente Carlos Arthur Nuzman, afirmó:

...Medellín y Colombia están realizando un trabajo fantástico, que dejará un importante legado para la juventud colombiana y desde ahora contribuye para ofrecer una nueva dimensión de los juegos, como, por ejemplo, la construcción de la primera Villa Suramericana de la historia.
Carlos Arthur Nuzman

Al final de las justas, la Organización Deportiva Suramericana por intermedio de Nuzman elogió nuevamente la organización de los Juegos afirmando: «La historia de los Juegos Suramericanos pasa a ser contada antes y después de la realización de los Juegos Suramericanos Medellín 2010», y agregó:

Así como Río 2007 estableció un nivel olímpico para los Juegos Panamericanos, Medellín 2010 imputó un nuevo nivel panamericano para los Juegos Suramericanos. Fueron Juegos muy bien organizados, con instalaciones deportivas de excelente nivel, algunas de nivel olímpico, servicios de primera categoría y un legado social extraordinario. La seriedad que se debe imputar a los Juegos Suramericanos a partir de Medellín es más grande de lo que se imaginaba.
Carlos Arthur Nuzman

De 2012 a 2013, dado el éxito de los juegos, Medellín fue ciudad candidata para hospedar los Juegos Olímpicos de la Juventud 2018, junto a Glasgow y Buenos Aires, siendo esta última la elegida como sede.

#### Inversión
Para la organización de los juegos, se creó el «Proyecto Estratégico de la Alcaldía de Medellín para disponerse a albergar los Juegos Suramericanos del 2010», el cual realizó una inversión pública de aproximadamente USD 150 millones —COP 375 000 millones— de los cuales la mayoría fue designado a obras de infraestructura. Las tareas empezaron en 2008. El principal contratiempo que se presentó fue la obtención y giro de los recursos públicos. Los aportes fueron:
| Para la sede de los juegos: - 17 000 millones COP de la Gobernación de Antioquia - 90 000 millones COP del Municipio de Medellín - 40 000 millones COP de la Nación de Colombia | Para las Subsedes de los juegos: - 32 000 millones COP de la Gobernación de Antioquia - 12 800 millones COP de los municipios locales |

### Villa deportiva
Para el evento deportivo se construyó la llamada «Villa Suramericana» (6°16′53″N 75°36′50″O / 6.2814651, -75.6139), un complejo semicampestre compuesto por trece torres de entre ocho y doce pisos de altura, con un total de seiscientos veintiún apartamentos de dos o tres alcobas cada uno. Cada unidad habitacional tiene una dimensión aproximada de cincuenta metros cuadrados y fueron destinados a hospedar a los participantes del certamen deportivo. Las instalaciones del complejo se encuentran ubicadas en el sector La Aurora, a veinticinco minutos en metro desde la Unidad Deportiva Atanasio Girardot, el escenario que albergó el mayor número de disciplinas.
En el complejo se hospedaron los delegados de trece de los quince países participantes, con la excepción de Venezuela y Colombia. La apertura oficial del complejo se realizó el 14 de marzo de 2010 y estuvo en funciones hasta el 2 de abril, dos días después de la clausura. El diseño de la villa era para 5040 personas, pero se estimó que en los días de mayor afluencia —aprox. 20 de marzo— llegó a tener solo 3650 ocupantes. Para atender a los deportistas que se hospedaron durante los juegos se requirió la contratación de mil empleados. La construcción de la villa tuvo un costo de US$15 millones y cuando finalizaron los juegos, la infraestructura tuvo un destino social, pues pasó a ser el hogar de seiscientas veintiún familias de escasos recursos que adquirieron los apartamentos para vivienda a través de un programa del gobierno. El complejo contó de un comedor, tipo bufé, con la capacidad para atender a seiscientas cincuenta personas, centro de prensa con telefonía internacional, servicio de Internet inalámbrico gratuito, feria artesanal, stand turístico y un centro médico. Además contó con servicio de habitaciones y lavandería. Hubo elogios por la villa, tanto por la comodidad, la alimentación como por la solidaridad del grupo de voluntarios. Los deportistas también apreciaron la experiencia del viaje diario en el metrocable, que muchos no habían vivido u observado en otras ciudades del mundo.
El Comité Olímpico Venezolano decidió que su delegación no se hospedara en la Villa Suramericana, sino en hoteles lujosos de la ciudad. Esta decisión fue reclamada ante la asamblea de la Organización Deportiva Suramericana, porque iba en contra de la promoción del espíritu olímpico entre los deportistas.

#### Alimentación
La alimentación de los atletas y delegaciones de los juegos estuvo a cargo de la empresa barranquillera La Vianda, que además fue la encargada de suministrar la alimentación en los XX Juegos Centroamericanos y del Caribe Cartagena de Indias de 2006. El menú estuvo compuesto de treinta opciones entre lácteos, líquidos, cárnicos y frutas, definido entre la empresa y un grupo de nutricionistas de la Universidad de Antioquia, expertos en alimentación de deportistas, que determinaron un consumo de 5500 calorías por día.
Se estima que durante los juegos se consumieron unas cien toneladas de carne, incluido pollo, cerdo, res y pescado. Además, los deportistas bebieron 30 000 litros de leche, 300 000 yogures, 30 000 libras de arroz, y 200 toneladas de frutas y verduras. Cada día, en la Villa Suramericana se consumían unos 500 kilos de pastas, que fue uno de los alimentos preferidos por los atletas durante su estancia.

### Subsedes

Subsedes y escenarios de los Juegos Suramericanos de 2010.

Durante los Juegos Suramericanos de 2010 se utilizaron instalaciones en ocho distintas subsedes —Bello, Copacabana, Envigado, Guarne, Guatapé, Itagüí, Rionegro y Sabaneta. La información general de la misma se incluye a continuación:
| Nombre     | Ubicación geográfica                        | Habitantes | Temperatura aproximada (°C) | Altitud (m s. n. m.) | Estaciones de metro | Facilidades deportivas                                                                                                  |
| ---------- | ------------------------------------------- | ---------- | --------------------------- | -------------------- | ------------------- | --- |
| Bello      | 6°20′27″N 75°33′35″O / 6.340934, -75.559716 | 413 107    | 23                          | 1450                 | 3                   | El Coliseo Tulio Ospina, construido en 1978, cuando la ciudad fue sede de los XIII Juegos Centroamericanos y del Caribe |
| Copacabana | 6°20′51″N 75°31′04″O / 6.347545, -75.517831 | 65 773     | 21                          | 1454                 | 0                   | Piscina Olímpica Horacio Martínez                                                                                       |
| Envigado   | 6°10′42″N 75°35′22″O / 6.178358, -75.589457 | 197 440    | 22                          | 1575                 | 2                   | Coliseo Yesid Santos, Estadio Polideportivo Sur                                                                         |
| Guarne     | 6°17′34″N 75°26′04″O / 6.292783, -75.434493 | 43 576     | 17                          | 2150                 | 0                   | Estadio de Guarne y Campo de Tiro, Los Andes Club                                                                       |
| Guatapé    | 6°14′16″N 75°09′38″O / 6.237844, -75.160611 | 5 566      | 19                          | 1925                 | 0                   | Villa Náutica Represa y Represa de Guatapé                                                                              |
| Itagüí     | 6°10′36″N 75°36′51″O / 6.176622, -75.614269 | 252 158    | 21                          | 1550                 | 1                   | Coliseo y Estadio de Ditaires.                                                                                          |
| Rionegro   | 6°09′18″N 75°22′51″O / 6.155002, -75.380902 | 110 329    | 17                          | 2100 a 2600          | 0                   | Llanogrande Country Club, Estadio Alberto Grisales y el Coliseo de Rionegro                                             |
| Sabaneta   | 6°09′23″N 75°36′46″O / 6.156271, -75.612697 | 48 264     | 20                          | 1550                 | 1                   | Coliseum North Sector Sports Unit                                                                                       |

### Escenarios
Para la organización de los novenos Juegos Suramericanos, Medellín creó el «Proyecto Estratégico de la Alcaldía de Medellín para disponerse a albergar los Juegos Suramericanos del 2010». Las obras comenzaron en septiembre de 2008 y se estima que generaron 2442 empleos directos y 3150 indirectos.
La Unidad Deportiva Atanasio Girardot (UDAG) fue el lugar que presentó el mayor número de obras de escenarios distintos al mismo tiempo. Para el evento se construyó, en la Unidad Deportiva, un nuevo complejo de coliseos caracterizado por compartir una cubierta en forma irregular de tres tonos de verde que emula las montañas de Medellín. El nuevo recinto llegó a tener la misma altura que el estadio de fútbol Atanasio Girardot y fue diseñado por los arquitectos Felipe Mesa y Giancarlo Mazzanti. Se estima que a lo largo de los juegos 400 000 personas visitaron los escenarios deportivos.
El estadio de atletismo Alfonso Galvis Duque fue provisto de un material sintético llamado «Mondo Track Super X», una superficie de 13 milímetros de espesor pintada de dos azules y gris por el carril exterior. El antiguo coliseo Yesid Santos fue demolido y en su lugar se construyó uno nuevo.

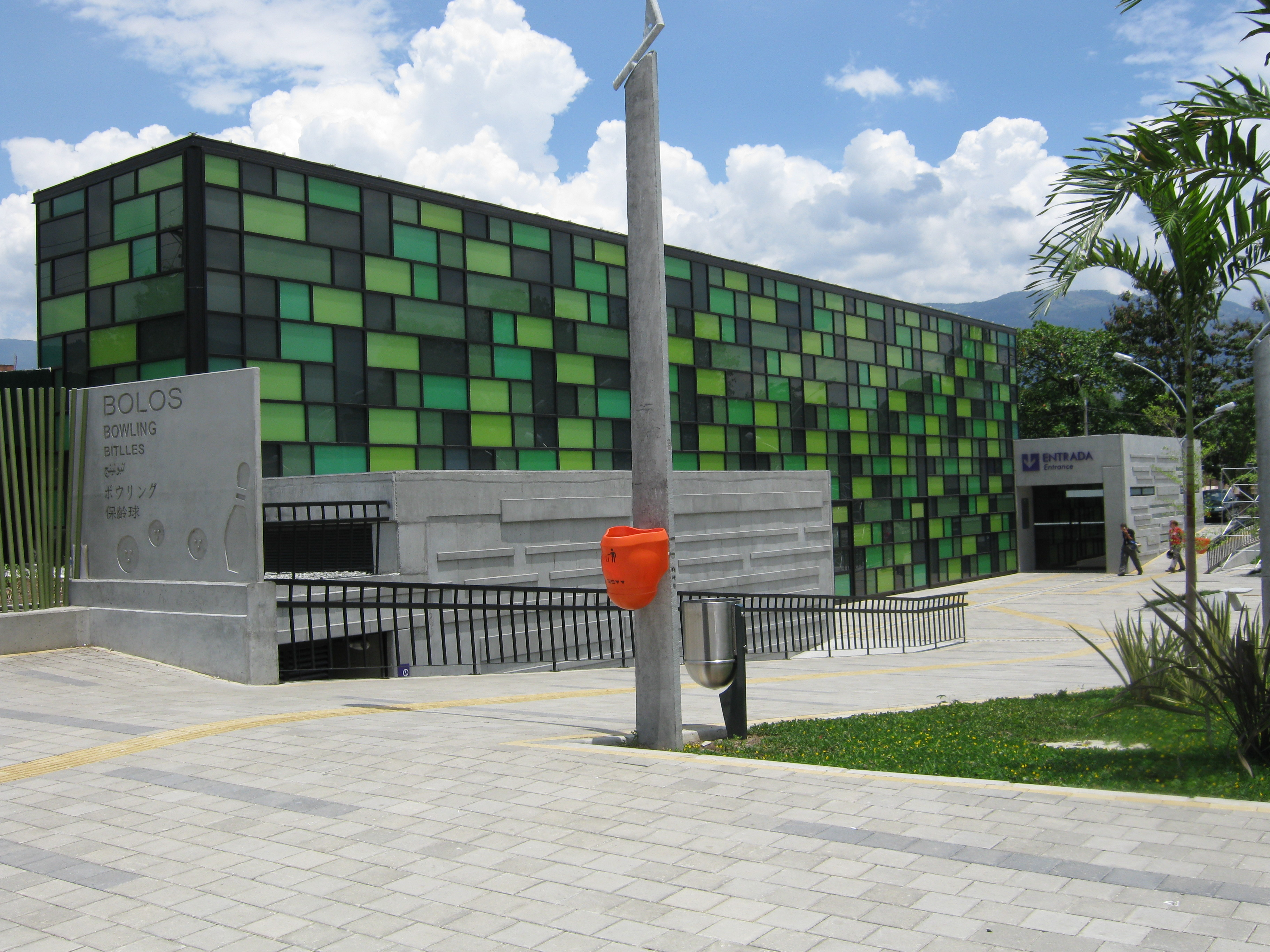
Bolera Municipal en la Unidad Deportiva Andrés Escobar, obra desarrollada para los Juegos Suramericanos 2010.

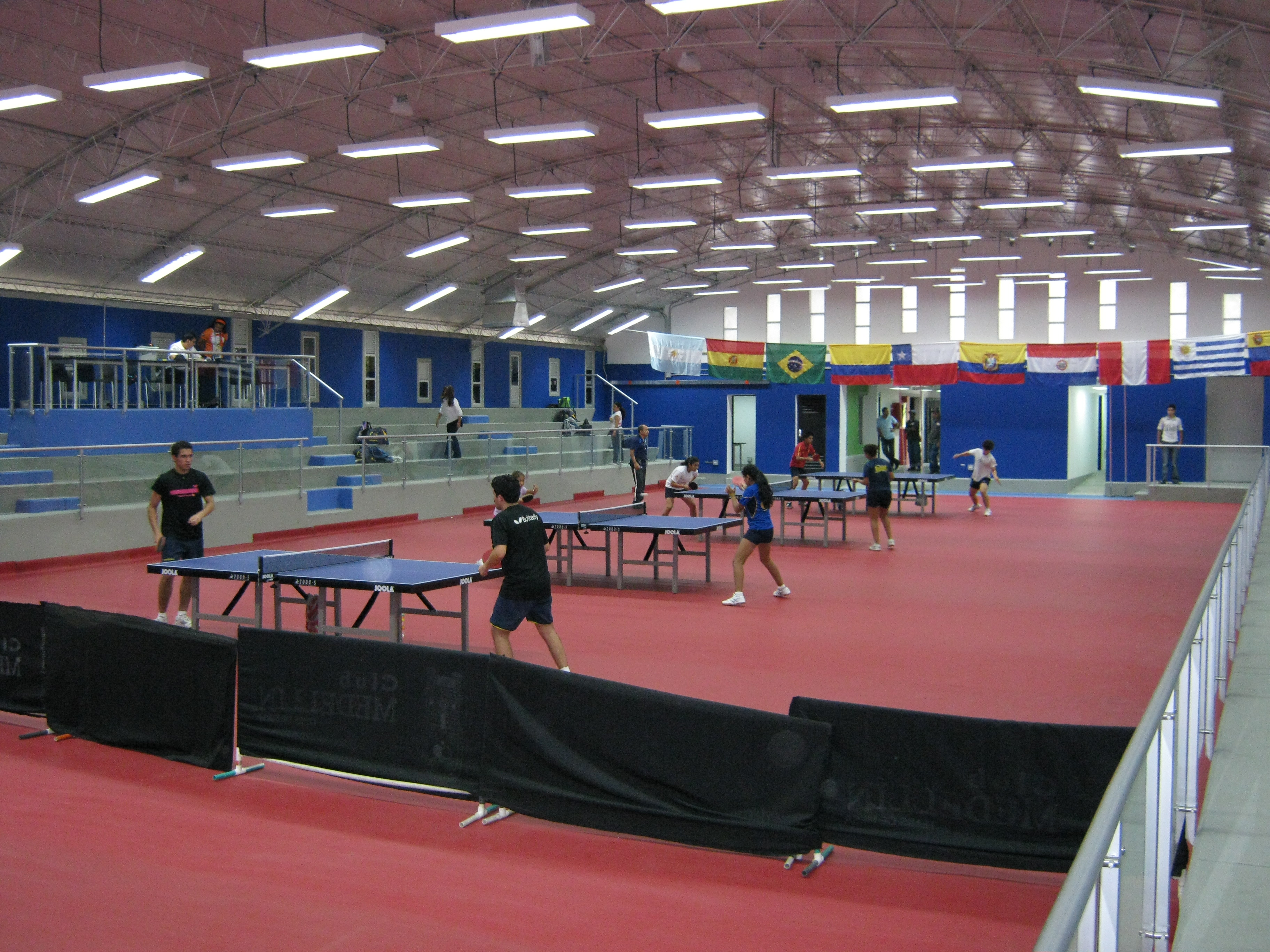
Coliseo Menor Rodrigo Pérez Castro ubicado en Unidad Deportiva Atanasio Girardot.

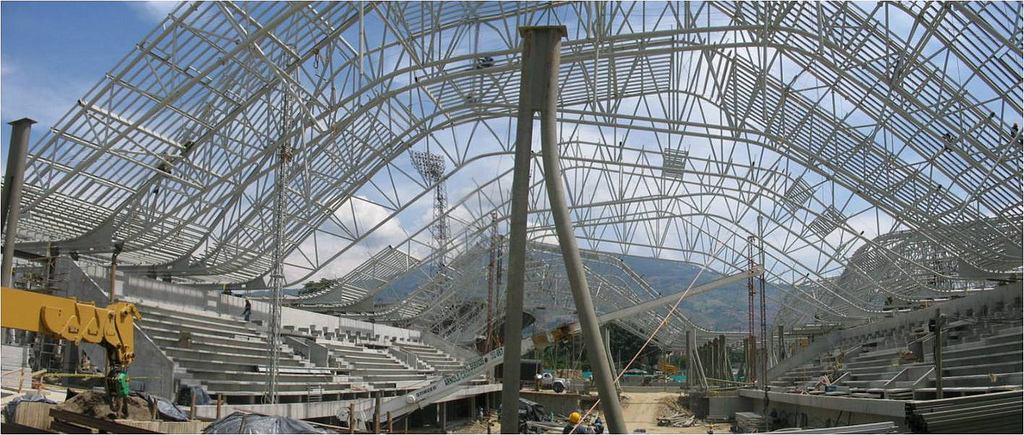
El voleibol contó con un nuevo coliseo en el Atanasio Girardot, que albergó a 2 400 espectadores, con una cancha principal y dos auxiliares para entrenamiento.

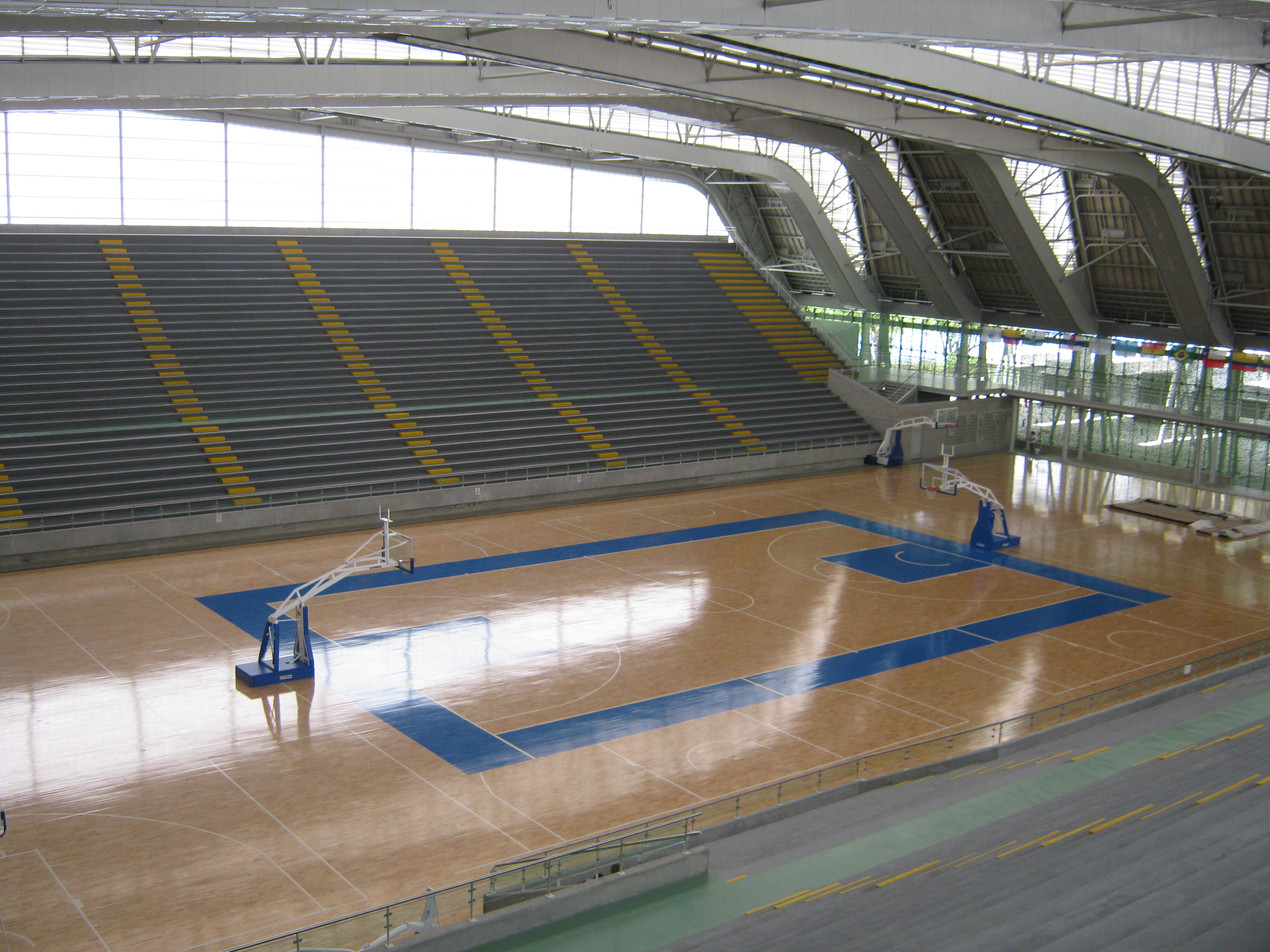
El nuevo coliseo de baloncesto Iván de Bedout.

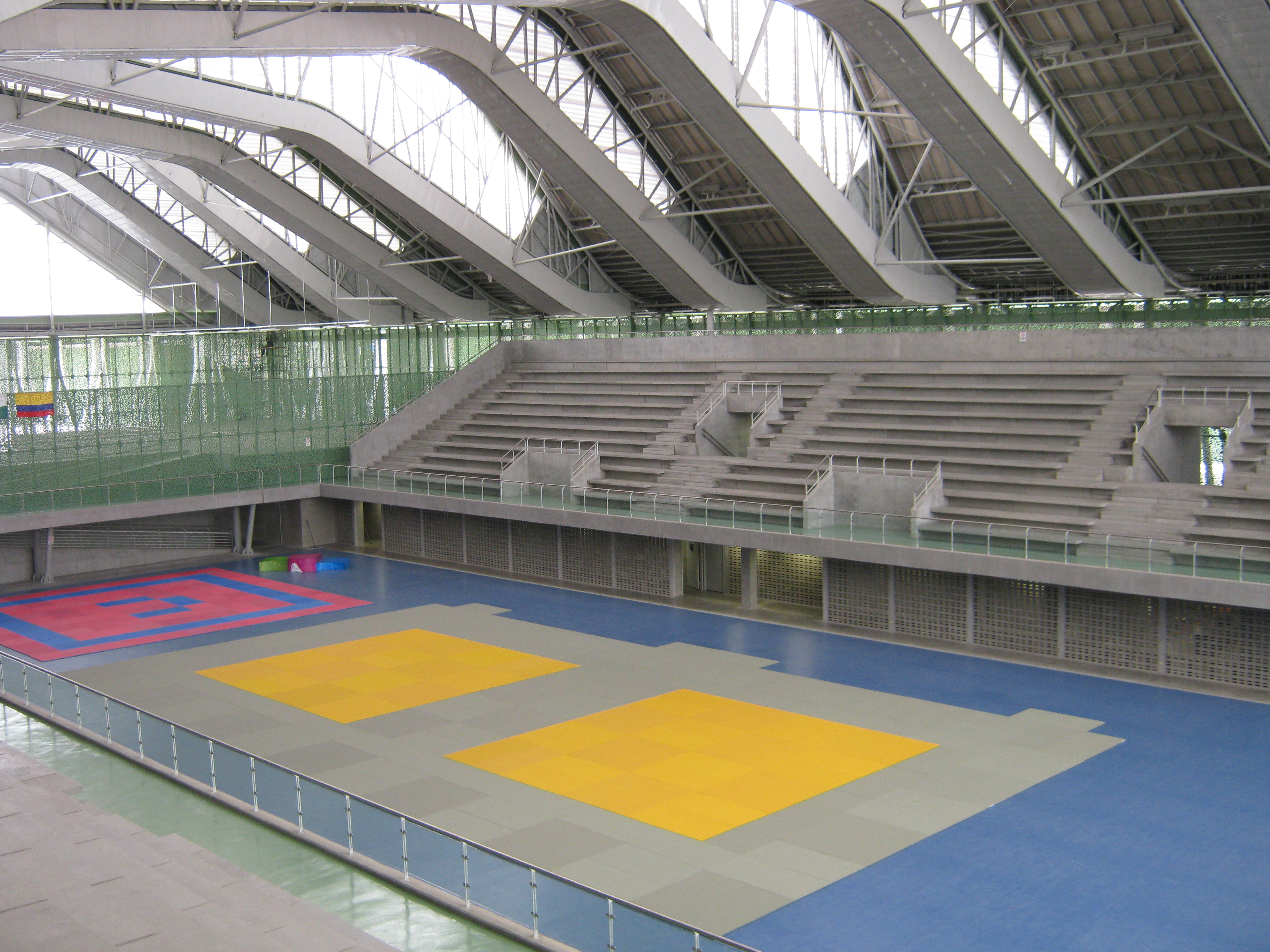
Coliseo de lucha o combate en la Unidad Deportiva Atanasio Girardot.

| Deporte        | Disciplina              | Sede | Ciudad Subsede                           |
| -------------- | ----------------------- | --- | ---------------------------------------- |
| Atletismo      | Atletismo               | Estadio Alfonso Galvis                                                                                             | Medellín                                 |
| Bádminton      | Bádminton               | Plaza Mayor | Medellín                                 |
| Baloncesto     | Baloncesto              | Coliseo Iván de Bedout UD Ditaires Coliseo                                                                         | Medellín Itagüí                          |
| Balonmano      | Balonmano               | UD Ditaires Coliseo                                                                                                | Itagüí                                   |
| Béisbol        | Béisbol                 | UD Atanasio Girardot - Diamante de Béisbol                                                                         | Medellín                                 |
| Bolos          | Bolos                   | UD Andrés Escobar - Bolera Municipal                                                                               | Medellín                                 |
| Boxeo          | Boxeo                   | Coliseum North Sector Sports Unit                                                                                  | Sabaneta                                 |
| Canotaje       | Canotaje                | Villa Náutica Represa                                                                                              | Guatapé                                  |
| Ciclismo       | Ciclismo de pista       | Velódromo Martín "Cochise" Rodríguez                                                                               | Medellín                                 |
| Ciclismo       | Ciclismo de ruta        | Calles de Medellín                                                                                                 | Medellín                                 |
| Ciclismo       | BMX                     | Cerro Nutibara | Medellín                                 |
| Equitación     | Equitación              | Llanogrande Country Club                                                                                           | Rionegro                                 |
| Esgrima        | Esgrima                 | Plaza Mayor | Medellín                                 |
| Esquí acuático | Esquí acuático          | Llanogrande Country Club                                                                                           | Rionegro                                 |
| Fútbol         | Fútbol                  | Estadio Atanasio Girardot Estadio Polideportivo Sur Estadio de Ditaires Estadio de Guarne Estadio Alberto Grisales | Medellín Envigado Itagüí Guarne Rionegro |
| Gimnasia       | Gimnasia artística      | UD Atanasio Girardot - Coliseo de Gimnasia                                                                         | Medellín                                 |
| Gimnasia       | Gimnasia rítmica        | UD Atanasio Girardot - Coliseo de Gimnasia                                                                         | Medellín                                 |
| Halterofilia   | Halterofilia            | Plaza Mayor | Medellín                                 |
| Judo           | Judo                    | UD Atanasio Girardot - Coliseo de Combate                                                                          | Medellín                                 |
| Karate         | Karate                  | Coliseo Unidad deportiva                                                                                           | Rionegro                                 |
| Lucha          | Lucha                   | UD Atanasio Girardot - Coliseo de Combate                                                                          | Medellín                                 |
| Natación       | Natación                | Complejo Acuático                                                                                                  | Medellín                                 |
| Natación       | Nado sincronizado       | Complejo Acuático                                                                                                  | Medellín                                 |
| Natación       | Saltos                  | Complejo Acuático                                                                                                  | Medellín                                 |
| Natación       | Natación aguas abiertas | Represa de Guatapé                                                                                                 | Guatapé                                  |
| Natación       | Polo acuático           | Piscina Olímpica Horacio Martínez                                                                                  | Copacabana                               |
| Patinaje       | Patinaje de Velocidad   | UD María Luisa Calle                                                                                               | Medellín                                 |
| Patinaje       | Patinaje Artístico      | Coliseo Unidad deportiva                                                                                           | Rionegro                                 |
| Remo           | Remo                    | Villa Náutica Represa                                                                                              | Guatapé                                  |
| Sóftbol        | Sóftbol                 | Diamante de Sóftbol Oswaldo Osorio UD Atanasio Girardot                                                            | Medellín                                 |
| Squash         | Squash                  | UD María Luisa Calle                                                                                               | Medellín                                 |
| Taekwondo      | Taekwondo               | UD Atanasio Girardot - Coliseo de Combate,                                                                         | Medellín                                 |
| Tenis          | Tenis                   | Parque Juanes de la Paz                                                                                            | Medellín                                 |
| Tenis de Mesa  | Tenis de mesa           | UD Atanasio Girardot - Coliseo Menor Rodrigo Pérez Castro                                                          | Medellín                                 |
| Tiro con arco  | Tiro con arco           | UD Andrés Escobar - Campo de arquería                                                                              | Medellín                                 |
| Tiro olímpico  | Tiro olímpico           | Campo de Tiro, Los Andes Club                                                                                      | Guarne                                   |
| Remo           | Remo                    | UD Atanasio Girardot - Coliseo de Combate                                                                          | Medellín                                 |
| Triatlón       | Triatlón                | Calles y Represa del Guatapé                                                                                       | Guatapé                                  |
| Vela           | Vela                    | Represa del Guatapé                                                                                                | Guatapé                                  |
| Voleibol       | Voleibol                | Parque Estadio Sur UD Atanasio Girardot -Coliseo Yesid Santos                                                      | Medellín Envigado                        |
| Voleibol       | Voleibol de playa       | Plaza Mayor | Medellín                                 |

Los representantes de la ODS comentaron que los escenarios que se desarrollaron para los juegos son de nivel de Juegos Olímpicos, pero no estuvieron diseñados para recibir el aforo suficiente que requiere este tipo de justas.

### Transporte

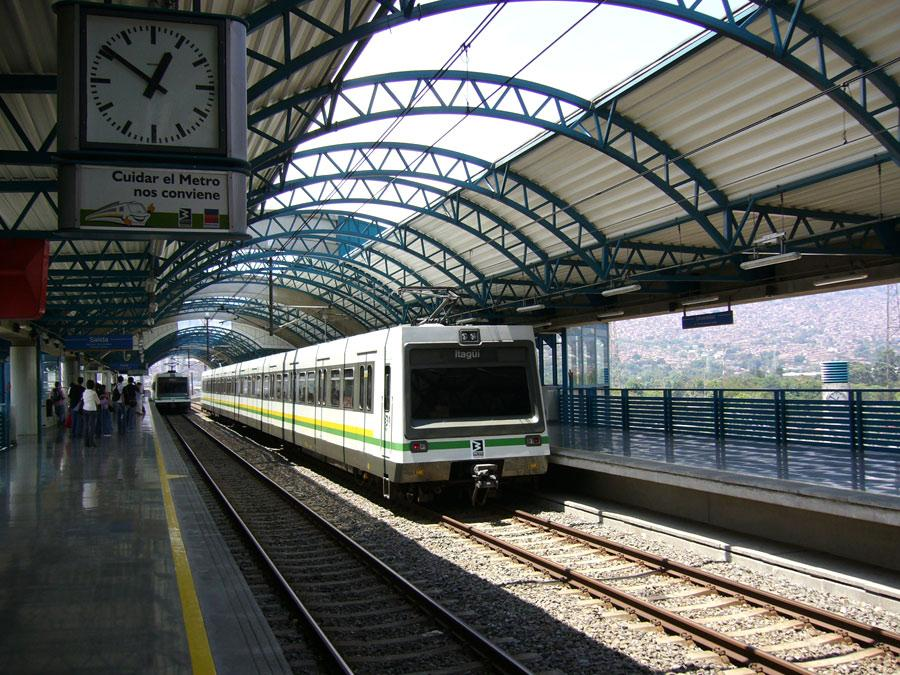
Metro de Medellín.

Por primera vez los juegos tuvieron un transporte oficial: el Metro de Medellín. Este sistema de transporte masivo de la ciudad ofreció un medio integrado para movilizar los deportistas entre los escenarios deportivos y la Villa Suramericana. Todos los competidores recibieron la llamada «tarjeta cívica» que les permitió tener uso gratuito del sistema de transporte integrado. El Metro cuenta con una flota de ciento veintiséis unidades con una capacidad de trescientas cincuenta personas cada uno. Además las compañías de taxi dispusieron 3400 vehículos mientras duraba el evento; varias de estas empresas le pagaron a sus empleados para que estudiaran inglés en preparación para el turismo provocado por los juegos.

### Tecnología

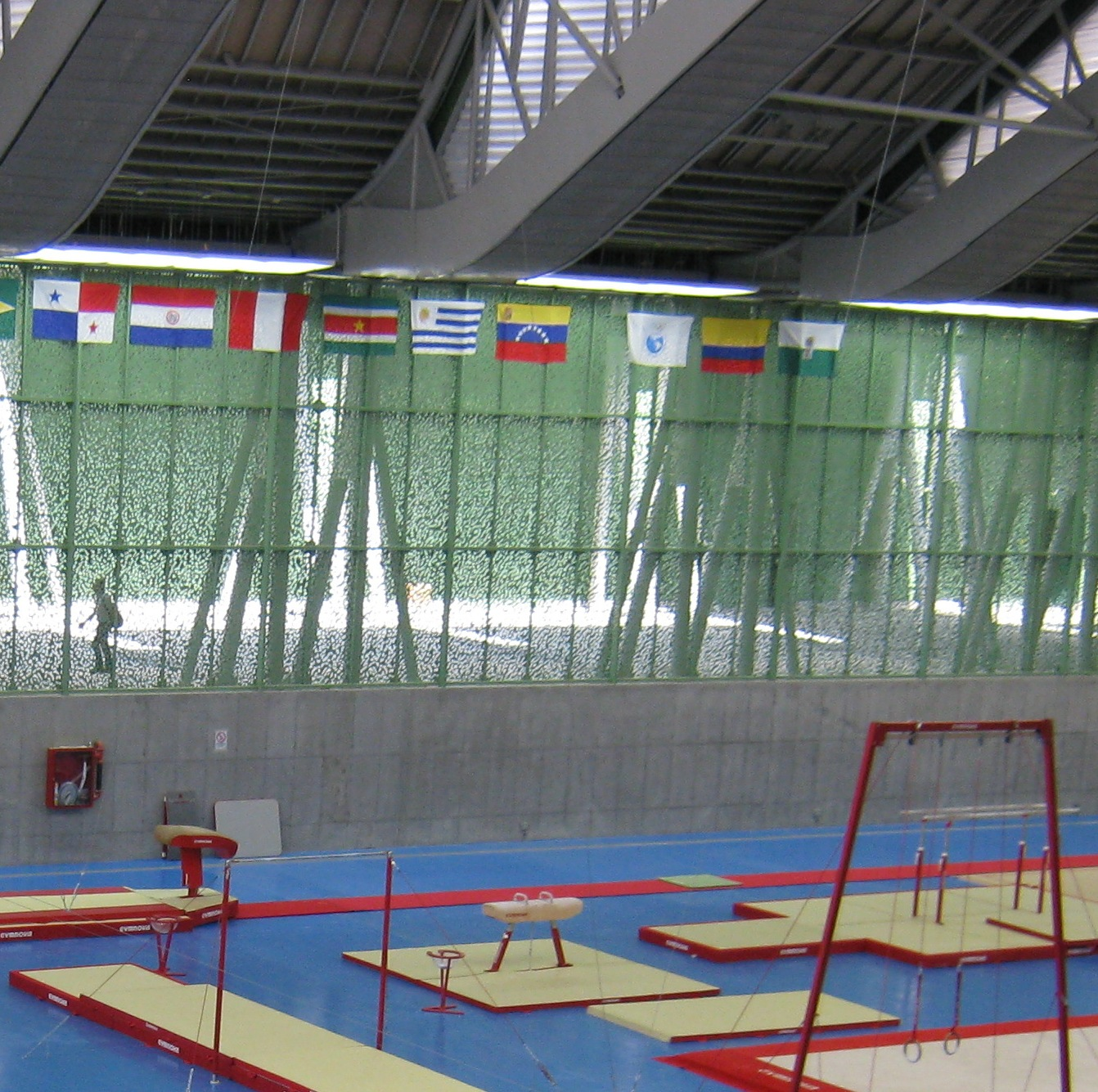
En las unidades deportivas es posible observar cómo las vidrieras y los muros de cemento fueron reemplazados por los pantógrados perforados.

Las obras de los nuevos escenarios deportivos se desarrollaron con modernos materiales de construcción. En las unidades deportivas es posible observar como las vidrieras y los muros de concreto no fueron un material primordial de la infraestructura. Por ejemplo, en la Unidad Deportiva Atanasio Girardot predominan las láminas metálicas de cold roll, las cuales están perforadas con pantógrafos y unidas con tornillos sin puntos de soldadura. Al prescindir de muros de concreto se permite que la luz y el aire circulen a través de las láminas para dar más frescor a los escenarios. Los organizadores del evento consideraron que la comunidad deportiva de Antioquia, quienes finalmente heredaron las obras, es la principal beneficiada.
La empresa suiza Swiss Timing fue la responsable del cronometraje de las competiciones deportivas. Para los juegos se implementaron sistemas de microsuich, video finish y placas de toque. Las placas están formadas por tres líneas de sistemas de microsuich, que detienen el tiempo cuando el nadador llega, ubicadas en tres puntos de la piscina: en el fondo, en la parte superior y en el nivel del agua. También se dispuso de una pantalla Ámbar Sirius monocromática que le permitía al público conocer el tiempo al estar conectado al cronómetro. Los resultados de las competiciones estuvieron integrados a la red lo cual permitió que los cómputos estuvieran disponibles en Internet para los jueces, periodistas y público en general en tiempo real.

### Seguridad
La Villa Deportiva contó con altas medidas de seguridad incluyendo un sistema de acceso mediante huellas dactilares, señales holográficas y credenciales con códigos de barras. El acceso a las zonas de alojamiento fue limitado.
La Policía Metropolitana de Medellín designó 1378 efectivos, con el objetivo primordial de brindar seguridad en la ciudad durante las competencias. El plan de seguridad incluía la designación de un padrino de seguridad que acompañó a las delegaciones a todos los lugares. Se realizó una permanente vigilancia en los coliseos y las unidades deportivas, cuarenta y seis puntos de cubrimiento policial, puntos de control en las estaciones de metro y el apoyo adicional de 1200 efectivos en la ceremonia de apertura. Además, la policía programó un helicóptero de la entidad para que realizara aterrizajes y sobrevuelos permanentes para hacer control de los alrededores a la Villa Suramericana. El operativo de seguridad diseñado por la policía contempló un control día y noche de los escenarios deportivos y de la Villa como un acompañamiento permanente a los deportistas con el objetivo de dar tranquilidad en la zona y a las personas. El comandante de la Policía de Medellín comentó al diario El Colombiano en vísperas a los juegos que no existía ninguna amenaza contra el evento deportivo.

### Voluntariado
Se formó un grupo de 2300 voluntarios, coordinados por Juan Francisco Gutiérrez, los cuales tuvieron la labor de ser anfitriones de los juegos durante los doce días de las competiciones deportivas. Para los participantes del Programa de Voluntariado Deportivo, esta labor constituyó una alternativa para la inclusión social, la formación ciudadana, el desarrollo territorial y la articulación interinstitucional. El grupo de voluntarios ofreció su tiempo libre de manera desinteresada a la comunidad en beneficio de la organización del evento deportivo.

### Transmisión y cobertura

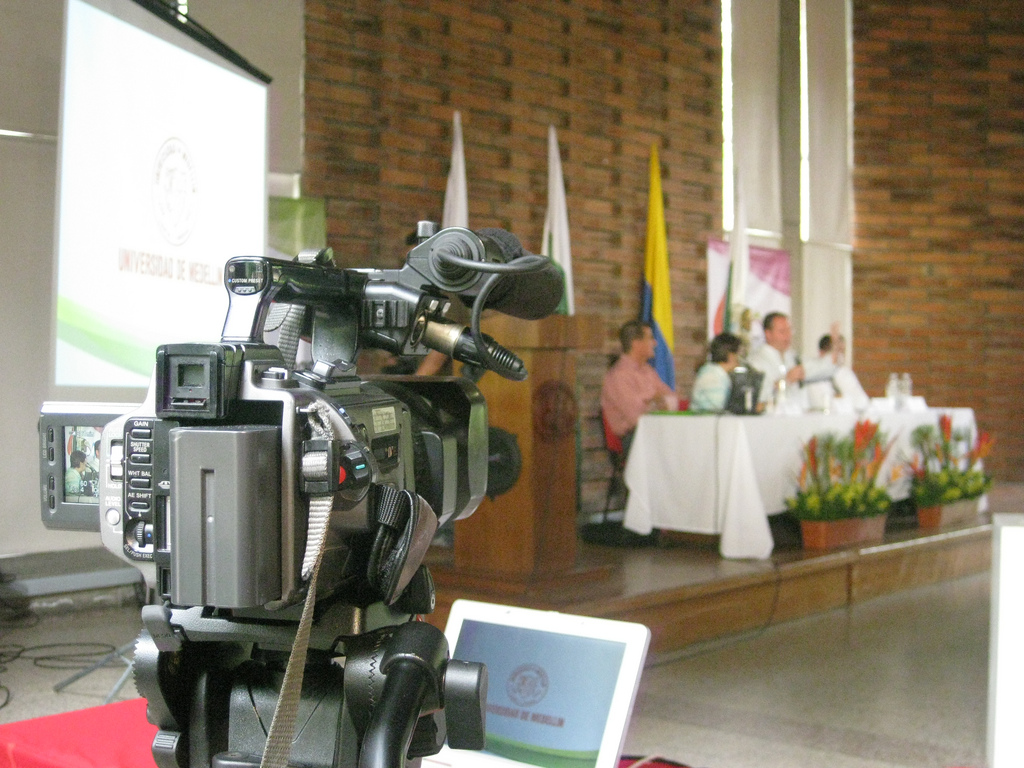
Transmisión del seminario deportivo en la víspera de los Juegos.

La Comisión Nacional de Televisión de Colombia —CNTV— fue responsable de la transmisión de los eventos. Para lograr este objetivo Indeporte y la CNTV realizaron una inversión de COP 1400 millones —aprox. USD 700 mil—. 
Los canales Telemedellín y Teleantioquia transmitieron en jornadas de veintidós horas diarias los eventos múltiples que se realizaron en las distintas sedes donde se disputaban las competencias. La señal emitida por Teleantioquia fue retransmitida por los demás canales públicos regionales de Colombia (Teleislas, Canal Capital, Telecafé, Telepacífico, Canal 13, Telecaribe, la Televisión Regional del Oriente) y adicionalmente por Señal Colombia.
Para el seguimiento de los juegos fueron acreditados 1690 representantes de medios de comunicación nacionales e internaciones, quienes tuvieron la autorización para realizar la cobertura de la ceremonia de apertura y de las competiciones en las distintas subsedes. Para el apoyo de las actividades periodísticas, se establecieron nueve centros de prensa con tecnología avanzada y una sala de conectividad para los deportistas. Para la transmisión de los datos y resultados de los juegos se contó con un canal dedicado con cien megas de ancho de banda. La infraestructura tecnológica estuvo bajo la responsabilidad de la empresa UNE Telecomunicaciones. Sin embargo, algunos periodistas indicaron que «las zonas mixtas para los periodistas son un desorden» y que «tampoco tienen una zona especial y con las garantías mínimas para realizar su trabajo en los estadios y coliseos».

### Turismo
Según el Departamento Administrativo de Seguridad, durante los juegos ingresaron 6979 turistas internos y 5996 extranjeros, lo que representa un 69,5 % más que en el mismo período del año anterior. Se realizó un relevamiento entre 67 hoteles de la zona, constatándose una ocupación del 66,7 % en promedio entre el 17 y el 29 de marzo de 2010 y un 51,8 % total en el mes, mientras que en marzo de 2009 había sido de 46,6 %. En algunas subsedes la ocupación durante esas dos semanas superó el 90 %, alcanzando la totalidad de plazas ocupadas en Guatapé, Guarne y Sabaneta. Estas ocupaciones se debieron exclusivamente al turismo, dado que los deportistas, técnicos y oficiales se alojaron en la Villa Olímpica, lo que causó cierta incomodidad entre los hoteleros, aunque dijeron que «entendían que para los deportistas era mejor estar reunidos en un solo lugar».
El Museo de Antioquia, el Jardín Botánico de Medellín y el Pueblito paisa fueron los lugares turísticos favoritos por los visitantes según información de la alcaldía.

## Desarrollo

### Ceremonia de apertura

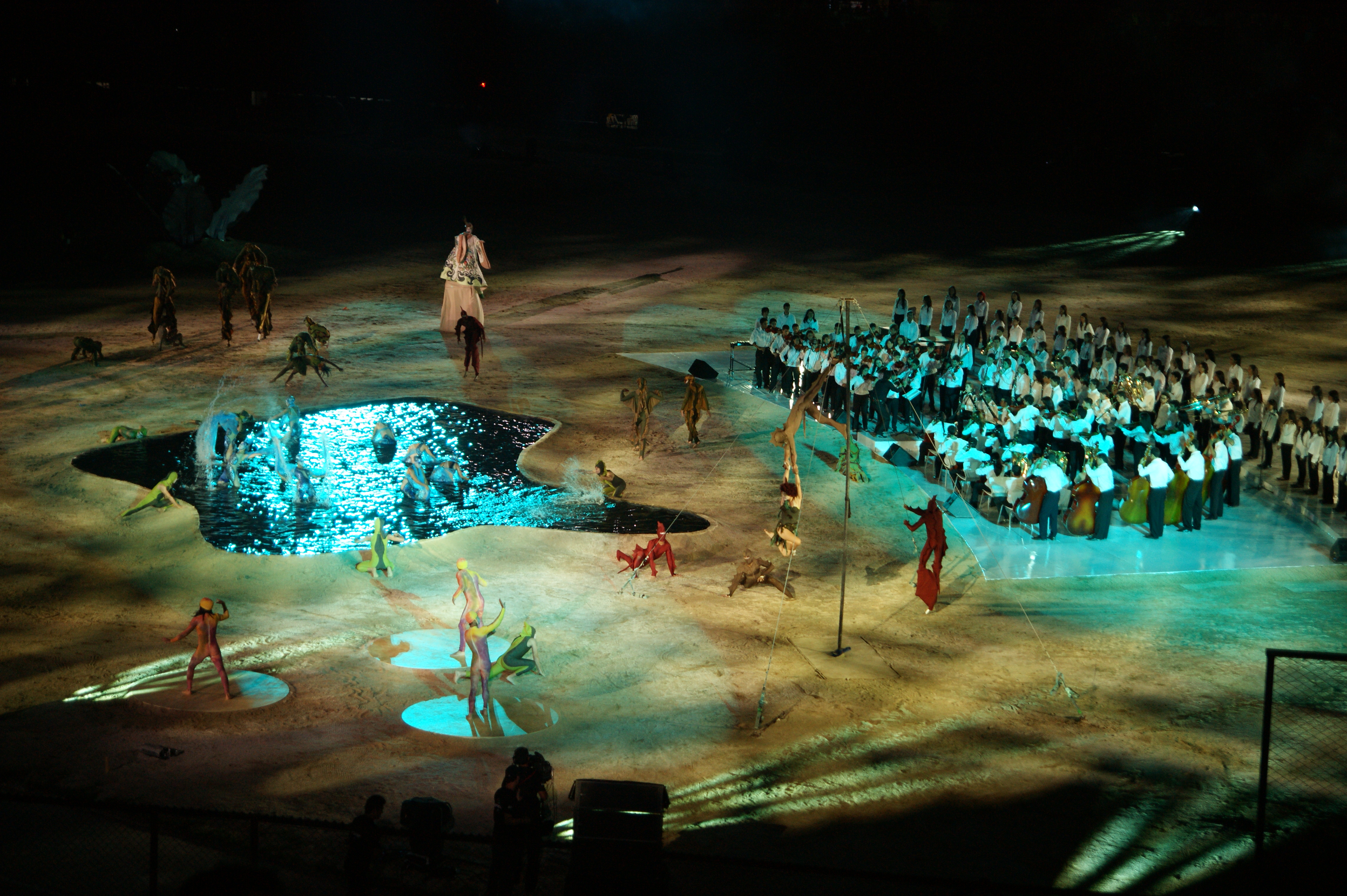
Escena artística de la ceremonia de apertura de los Juegos Suramericanos de 2010.

La ceremonia de apertura se realizó en el Estadio Atanasio Girardot (6°15′24″N 75°35′25″O / 6.2568, -75.590172) el 19 de marzo de 2010 a partir de las siete de la noche, hora local colombiana. A ella asistieron 4500 deportistas y 41 000 espectadores —17 000 por boletería cortesía de la alcaldía, 19 000 por boletería venta al público y 5000 delegados y protocolo—.
Franco Dragone, exdirector del Circo del Sol fue el diseñador de la ceremonia. Para el evento, acudieron al país más de 100 especialistas del extranjero. Para el montaje de la ceremonia, se retiró de manera temporal la grama de la cancha para preparar el escenario, en total se intervinieron 10 000 metros cuadrados para el montaje inaugural. Además se requirió un sistema de luces de 1 millón de vatios, 150 000 vatios de sonido, 10 000 metros de cable distribuido por el escenario y 150 000 kilos de materiales. Los preparativos para el acto de apertura imposibilitaron que el Estadio Atanasio Girardot pudiera ser usado para cualquier otra actividad durante el mes de marzo.
El espectáculo artístico, llamado «Ecos, un Viaje Fantástico por Antioquia», estuvo compuesto por once segmentos y se centró especialmente en la historia de Medellín, Antioquia y Colombia y sus grandes procesos de transformación. Actos alegóricos a la orquídea, los textiles, la moda, el cóndor, el café y los caballos dieron la bienvenida a los espectadores. Luego fue seguido por palabras de agradecimiento a los voluntarios y el tradicional desfile de naciones en el cual las delegaciones de Colombia y Chile fueron las más ovacionadas. Alicia Eugenia Vargas Restrepo directora de los juegos, Carlos Arthur Nuzman, presidente de la Odesur, y Álvaro Uribe Vélez, presidente de Colombia, fueron los oradores. Sus discursos se centraron en el agradecimiento al país organizador, el apoyo a Chile por el reciente terremoto y en promover a Colombia para futuros eventos deportivos.
Luego del juramento de los atletas y los jueces, la medallista olímpica Ximena Restrepo tuvo el honor de realizar el último trayecto de la llama suramericana al centro del escenario. Desde allí dio inicio a un espectáculo de fuegos pirotécnicos. Aproximadamente 2500 personas colaboraron en la ceremonia inaugural, de los cuales setecientos fueron artistas que estuvieron en el escenario.

### Calendario
El cronograma de competencias publicado por la organización de los juegos fue actualizado:
| ● | Ceremonia de apertura | ● | Competencias | ● | Ceremonia de clausura | UDAG | Unidad Deportiva Atanasio Girardot |

| \| \| \| Día Competencia \| \| \| 1 \| 2 \| 3 \| 4 \| 5 \| 6 \| 7 \| 8 \| 9 \| 10 \| 11 \| 12 \| \| \| Disciplina deportiva \| Escenario \| Subsede \| Mi 17 \| Ju 18 \| Vi 19 \| Sa 20 \| Do 21 \| Lu 22 \| Ma 23 \| Mi 24 \| Ju 25 \| Vi 26 \| Sa 27 \| Do 28 \| Lu 29 \| Ma 30 \| \| \| Ceremonias \| Unidad Deportiva Atanasio Girardot \| \| \| \| A \| \| \| \| \| \| \| \| \| \| \| C \| \| \| Atletismo \| Estadio Alfonso Galvis-UDAG \| Medellín \| \| \| \| 12 \| 12 \| 10 \| 10 \| \| \| \| \| \| \| \| 44 \| \| Bádminton \| Plaza Mayor \| Medellín \| \| \| \| 1 \| \| \| \| 5 \| \| \| \| \| \| \| 6 \| \| Baloncesto femenino \| Coliseo Iván de Bedout-UDAG \| Medellín \| \| \| \| \| \| \| \| 1 \| \| \| \| \| \| \| 1 \| \| Baloncesto masculino \| Coliseo Iván de Bedout-UDAG \| Medellín \| \| \| \| \| \| \| \| \| \| \| \| \| 1 \| \| 1 \| \| Balonmano \| UD Ditaires Coliseo \| Itagüí \| \| \| \| \| \| \| \| 1 \| \| \| \| \| \| 1 \| 2 \| \| Béisbol \| Diamante de Béisbol-UDAG \| Medellín \| \| \| \| \| \| \| \| \| \| \| 1 \| \| \| \| 1 \| \| BMX-Bicicrós \| Pista BMX UD Andrés Escobar \| Medellín \| \| 2 \| 2 \| \| \| \| \| \| \| \| \| \| \| \| 4 \| \| Bolo \| Bolera UD Andrés Escobar \| Medellín \| \| \| \| \| \| \| \| 2 \| 2 \| 3 \| 6 \| 2 \| \| \| 15 \| \| Boxeo \| Coliseum North Sector Sports Unit \| Sabaneta \| \| \| \| \| \| \| \| \| \| 14 \| \| \| \| \| 14 \| \| Canotaje \| Villa Náutica Represa \| Guatapé \| \| \| \| \| \| \| \| \| \| \| 8 \| 8 \| 8 \| \| 24 \| \| Ciclismo en pista \| Velódromo Martín Cochise Rodríguez-UDAG \| Medellín \| \| 4 \| 3 \| 5 \| 6 \| \| \| \| \| \| \| \| \| \| 18 \| \| Ciclismo en ruta \| Medellín \| Medellín \| 2 \| \| \| \| \| 2 \| \| \| \| \| \| \| \| \| 4 \| \| Ciclismo de montaña \| Cerro Nutibara \| Medellín \| \| \| \| \| \| \| 2 \| \| \| \| \| \| \| \| 2 \| \| Clavados \| Complejo Acuático \| Medellín \| \| \| \| 3 \| 2 \| 3 \| 1 \| \| \| \| \| \| \| \| 9 \| \| Equitación \| Llanogrande Country Club \| Rionegro \| \| \| \| \| 1 \| 2 \| 2 \| 2 \| \| \| \| \| \| \| 7 \| \| Esgrima \| Plaza Mayor \| Medellín \| \| \| \| \| \| \| \| 2 \| 2 \| 2 \| 2 \| 2 \| 2 \| \| 12 \| \| Esquí náutico \| Llanogrande Country Club \| Rionegro \| \| \| \| \| \| \| \| \| \| \| \| \| 4 \| 6 \| 10 \| \| Fútbol femenino[79] \| Estadio Alberto Grisales y Guarne \| Rionegro, Guarne, Medellín \| \| \| C \| A \| N \| C \| E \| L \| A \| D \| O \| \| \| \| 0 \| \| Fútbol masculino \| Parque Estadio Sur, Estadio Ditaires, Final Estadio UDAG \| Envigado, Itagüí, Medellín \| \| \| \| \| \| \| \| \| \| \| \| 1 \| \| \| 1 \| \| Fútbol Sala \| Coliseo deportivo Tulio Ospina \| Bello \| \| \| \| \| \| \| \| \| \| 1 \| \| \| \| \| 1 \| \| Gimnasia artística \| Coliseo de Gimnasia-UDAG \| Medellín \| \| \| \| \| \| 4 \| \| 10 \| \| \| \| \| \| \| 14 \| \| Gimnasia rítmica \| Coliseo de Gimnasia-UDAG \| Medellín \| \| \| \| \| \| \| \| \| \| \| \| 3 \| 6 \| \| 9 \| \| Judo \| Coliseo de Combate-UDAG \| Medellín \| \| \| 8 \| 6 \| 6 \| 2 \| \| \| \| \| \| \| \| \| 22 \| \| Marzo \| \| \| Mi17 \| Ju18 \| Vi19 \| Sa20 \| Do21 \| Lu22 \| Ma23 \| Mi24 \| Ju25 \| Vi26 \| Sa27 \| Do28 \| Lu29 \| Ma30 \| \| \| Karate \| Coliseo Unidad deportiva \| Rionegro \| \| \| \| \| \| \| \| \| \| 8 \| 6 \| 4 \| \| \| 18 \| \| Halterofilia \| Plaza Mayor \| Medellín \| \| \| \| \| \| \| \| \| \| 2 \| 3 \| 3 \| 7 \| \| 15 \| \| Lucha \| Coliseo de Combate-UDAG \| Medellín \| \| \| \| \| \| \| \| 7 \| 6 \| 7 \| \| \| \| \| 20 \| \| Nado sincronizado \| Complejo Acuático \| Medellín \| \| \| \| \| \| \| \| \| \| \| \| 2 \| 1 \| \| 3 \| \| Natación \| Complejo Acuático \| Medellín \| \| \| \| \| \| \| \| \| \| 10 \| 10 \| 10 \| 10 \| \| 40 \| \| Natación aguas abiertas \| Represa \| Guatapé \| \| \| \| \| \| \| 2 \| \| 2 \| \| \| \| \| \| 4 \| \| Patinaje artístico \| Coliseo Unidad deportiva \| Rionegro \| \| \| \| 2 \| 2 \| 4 \| \| \| \| \| \| \| \| \| 8 \| \| Patinaje de velocidad \| UD María Luisa Calle \| Medellín \| \| \| \| \| \| \| \| 6 \| 6 \| 6 \| 4 \| 2 \| \| \| 24 \| \| Polo acuático \| Piscina Olímpica Horacio Martínez \| Copacabana \| \| \| \| \| \| \| \| \| 2 \| \| \| \| \| \| 2 \| \| Remo \| Villa Náutica Represa \| Guatapé \| \| \| \| \| 6 \| 8 \| \| \| \| \| \| \| \| \| 14 \| \| Sóftbol \| Diamante Sóftbol Oswaldo Osorio-UDAG \| Medellín \| \| \| \| \| \| \| \| \| 1 \| \| \| \| \| \| 1 \| \| Squash \| UD María Luisa Calle \| Medellín \| \| \| \| \| 3 \| 2 \| \| \| 2 \| \| \| \| \| \| 7 \| \| Taekwondo \| Coliseo de Combate-UDAG \| Medellín \| \| \| \| \| \| \| \| \| \| \| 4 \| 6 \| 6 \| \| 16 \| \| Tenis \| Parque Juanes de la Paz \| Medellín \| \| \| \| \| \| \| \| \| \| \| 3 \| 2 \| \| \| 5 \| \| Tenis de mesa \| Coliseo Rodrigo Pérez Castro-UDAG \| Medellín \| \| \| \| \| \| 2 \| \| 3 \| \| 2 \| \| \| \| \| 7 \| \| Tiro con arco \| Campo de arquería, UD Andrés Escobar \| Medellín \| \| \| \| 8 \| 12 \| 2 \| 2 \| 4 \| \| \| \| \| \| \| 28 \| \| Tiro deportivo \| Campo de Tiro, Los Andes Club \| Guarne \| \| \| \| 1 \| 2 \| 5 \| 8 \| 8 \| 4 \| 6 \| \| \| \| \| 34 \| \| Triatlón \| Calles y represa \| Guatapé \| \| \| \| \| \| \| \| 4 \| \| 4 \| \| \| \| \| 8 \| \| Vela \| Represa \| Guatapé \| \| \| \| \| \| \| \| \| 6 \| \| \| \| \| \| 6 \| \| Voleibol femenino \| Parque Estadio Sur \| Envigado \| \| \| \| \| \| \| \| \| \| \| \| \| 1 \| \| 1 \| \| Voleibol masculino \| Coliseo Yesid Santos-UDAG \| Medellín \| \| \| \| \| \| \| \| 1 \| \| \| \| \| \| \| 1 \| \| Voleibol de playa \| Plaza Mayor \| Medellín \| \| \| \| \| \| \| \| \| \| \| \| 2 \| \| \| 2 \| \| Marzo \| \| \| Mi17 \| Ju18 \| Vi19 \| Sa20 \| Do21 \| Lu22 \| Ma23 \| Mi24 \| Ju25 \| Vi26 \| Sa27 \| Do28 \| Lu29 \| Ma30 \| \| \| Número de Medallas de Oro por día \| Número de Medallas de Oro por día \| Número de Medallas de Oro por día \| 2 \| 6 \| 13 \| 38 \| 52 \| 46 \| 27 \| 56 \| 33 \| 53 \| 61 \| 47 \| 44 \| 7 \| 485 \| |                                                          |                                   |       |       |       |       |       |       |       |       |       |       |       |       |       |       |     |
| |                                                          | Día Competencia                   |       |       | 1     | 2     | 3     | 4     | 5     | 6     | 7     | 8     | 9     | 10    | 11    | 12    |     |
| Disciplina deportiva | Escenario                                                | Subsede                           | Mi 17 | Ju 18 | Vi 19 | Sa 20 | Do 21 | Lu 22 | Ma 23 | Mi 24 | Ju 25 | Vi 26 | Sa 27 | Do 28 | Lu 29 | Ma 30 |     |
| Ceremonias | Unidad Deportiva Atanasio Girardot                       |                                   |       |       | A     |       |       |       |       |       |       |       |       |       |       | C     |     |
| Atletismo | Estadio Alfonso Galvis-UDAG                              | Medellín                          |       |       |       | 12    | 12    | 10    | 10    |       |       |       |       |       |       |       | 44  |
| Bádminton | Plaza Mayor                                              | Medellín                          |       |       |       | 1     |       |       |       | 5     |       |       |       |       |       |       | 6   |
| Baloncesto femenino | Coliseo Iván de Bedout-UDAG                              | Medellín                          |       |       |       |       |       |       |       | 1     |       |       |       |       |       |       | 1   |
| Baloncesto masculino | Coliseo Iván de Bedout-UDAG                              | Medellín                          |       |       |       |       |       |       |       |       |       |       |       |       | 1     |       | 1   |
| Balonmano | UD Ditaires Coliseo                                      | Itagüí                            |       |       |       |       |       |       |       | 1     |       |       |       |       |       | 1     | 2   |
| Béisbol | Diamante de Béisbol-UDAG                                 | Medellín                          |       |       |       |       |       |       |       |       |       |       | 1     |       |       |       | 1   |
| BMX-Bicicrós | Pista BMX UD Andrés Escobar                              | Medellín                          |       | 2     | 2     |       |       |       |       |       |       |       |       |       |       |       | 4   |
| Bolo | Bolera UD Andrés Escobar                                 | Medellín                          |       |       |       |       |       |       |       | 2     | 2     | 3     | 6     | 2     |       |       | 15  |
| Boxeo | Coliseum North Sector Sports Unit                        | Sabaneta                          |       |       |       |       |       |       |       |       |       | 14    |       |       |       |       | 14  |
| Canotaje | Villa Náutica Represa                                    | Guatapé                           |       |       |       |       |       |       |       |       |       |       | 8     | 8     | 8     |       | 24  |
| Ciclismo en pista | Velódromo Martín Cochise Rodríguez-UDAG                  | Medellín                          |       | 4     | 3     | 5     | 6     |       |       |       |       |       |       |       |       |       | 18  |
| Ciclismo en ruta | Medellín                                                 | Medellín                          | 2     |       |       |       |       | 2     |       |       |       |       |       |       |       |       | 4   |
| Ciclismo de montaña | Cerro Nutibara                                           | Medellín                          |       |       |       |       |       |       | 2     |       |       |       |       |       |       |       | 2   |
| Clavados | Complejo Acuático                                        | Medellín                          |       |       |       | 3     | 2     | 3     | 1     |       |       |       |       |       |       |       | 9   |
| Equitación | Llanogrande Country Club                                 | Rionegro                          |       |       |       |       | 1     | 2     | 2     | 2     |       |       |       |       |       |       | 7   |
| Esgrima | Plaza Mayor                                              | Medellín                          |       |       |       |       |       |       |       | 2     | 2     | 2     | 2     | 2     | 2     |       | 12  |
| Esquí náutico | Llanogrande Country Club                                 | Rionegro                          |       |       |       |       |       |       |       |       |       |       |       |       | 4     | 6     | 10  |
| Fútbol femenino | Estadio Alberto Grisales y Guarne                        | Rionegro, Guarne, Medellín        |       |       | C     | A     | N     | C     | E     | L     | A     | D     | O     |       |       |       | 0   |
| Fútbol masculino | Parque Estadio Sur, Estadio Ditaires, Final Estadio UDAG | Envigado, Itagüí, Medellín        |       |       |       |       |       |       |       |       |       |       |       | 1     |       |       | 1   |
| Fútbol Sala | Coliseo deportivo Tulio Ospina                           | Bello                             |       |       |       |       |       |       |       |       |       | 1     |       |       |       |       | 1   |
| Gimnasia artística | Coliseo de Gimnasia-UDAG                                 | Medellín                          |       |       |       |       |       | 4     |       | 10    |       |       |       |       |       |       | 14  |
| Gimnasia rítmica | Coliseo de Gimnasia-UDAG                                 | Medellín                          |       |       |       |       |       |       |       |       |       |       |       | 3     | 6     |       | 9   |
| Judo | Coliseo de Combate-UDAG                                  | Medellín                          |       |       | 8     | 6     | 6     | 2     |       |       |       |       |       |       |       |       | 22  |
| Marzo |                                                          |                                   | Mi17  | Ju18  | Vi19  | Sa20  | Do21  | Lu22  | Ma23  | Mi24  | Ju25  | Vi26  | Sa27  | Do28  | Lu29  | Ma30  |     |
| Karate | Coliseo Unidad deportiva                                 | Rionegro                          |       |       |       |       |       |       |       |       |       | 8     | 6     | 4     |       |       | 18  |
| Halterofilia | Plaza Mayor                                              | Medellín                          |       |       |       |       |       |       |       |       |       | 2     | 3     | 3     | 7     |       | 15  |
| Lucha | Coliseo de Combate-UDAG                                  | Medellín                          |       |       |       |       |       |       |       | 7     | 6     | 7     |       |       |       |       | 20  |
| Nado sincronizado | Complejo Acuático                                        | Medellín                          |       |       |       |       |       |       |       |       |       |       |       | 2     | 1     |       | 3   |
| Natación | Complejo Acuático                                        | Medellín                          |       |       |       |       |       |       |       |       |       | 10    | 10    | 10    | 10    |       | 40  |
| Natación aguas abiertas | Represa                                                  | Guatapé                           |       |       |       |       |       |       | 2     |       | 2     |       |       |       |       |       | 4   |
| Patinaje artístico | Coliseo Unidad deportiva                                 | Rionegro                          |       |       |       | 2     | 2     | 4     |       |       |       |       |       |       |       |       | 8   |
| Patinaje de velocidad | UD María Luisa Calle                                     | Medellín                          |       |       |       |       |       |       |       | 6     | 6     | 6     | 4     | 2     |       |       | 24  |
| Polo acuático | Piscina Olímpica Horacio Martínez                        | Copacabana                        |       |       |       |       |       |       |       |       | 2     |       |       |       |       |       | 2   |
| Remo | Villa Náutica Represa                                    | Guatapé                           |       |       |       |       | 6     | 8     |       |       |       |       |       |       |       |       | 14  |
| Sóftbol | Diamante Sóftbol Oswaldo Osorio-UDAG                     | Medellín                          |       |       |       |       |       |       |       |       | 1     |       |       |       |       |       | 1   |
| Squash | UD María Luisa Calle                                     | Medellín                          |       |       |       |       | 3     | 2     |       |       | 2     |       |       |       |       |       | 7   |
| Taekwondo | Coliseo de Combate-UDAG                                  | Medellín                          |       |       |       |       |       |       |       |       |       |       | 4     | 6     | 6     |       | 16  |
| Tenis | Parque Juanes de la Paz                                  | Medellín                          |       |       |       |       |       |       |       |       |       |       | 3     | 2     |       |       | 5   |
| Tenis de mesa | Coliseo Rodrigo Pérez Castro-UDAG                        | Medellín                          |       |       |       |       |       | 2     |       | 3     |       | 2     |       |       |       |       | 7   |
| Tiro con arco | Campo de arquería, UD Andrés Escobar                     | Medellín                          |       |       |       | 8     | 12    | 2     | 2     | 4     |       |       |       |       |       |       | 28  |
| Tiro deportivo | Campo de Tiro, Los Andes Club                            | Guarne                            |       |       |       | 1     | 2     | 5     | 8     | 8     | 4     | 6     |       |       |       |       | 34  |
| Triatlón | Calles y represa                                         | Guatapé                           |       |       |       |       |       |       |       | 4     |       | 4     |       |       |       |       | 8   |
| Vela | Represa                                                  | Guatapé                           |       |       |       |       |       |       |       |       | 6     |       |       |       |       |       | 6   |
| Voleibol femenino | Parque Estadio Sur                                       | Envigado                          |       |       |       |       |       |       |       |       |       |       |       |       | 1     |       | 1   |
| Voleibol masculino | Coliseo Yesid Santos-UDAG                                | Medellín                          |       |       |       |       |       |       |       | 1     |       |       |       |       |       |       | 1   |
| Voleibol de playa | Plaza Mayor                                              | Medellín                          |       |       |       |       |       |       |       |       |       |       |       | 2     |       |       | 2   |
| Marzo |                                                          |                                   | Mi17  | Ju18  | Vi19  | Sa20  | Do21  | Lu22  | Ma23  | Mi24  | Ju25  | Vi26  | Sa27  | Do28  | Lu29  | Ma30  |     |
| Número de Medallas de Oro por día | Número de Medallas de Oro por día                        | Número de Medallas de Oro por día | 2     | 6     | 13    | 38    | 52    | 46    | 27    | 56    | 33    | 53    | 61    | 47    | 44    | 7     | 485 |

### Competición deportiva

#### Medallas
Se estima que se entregaron 3259 medallas en los juegos de Medellín 2010. El diseño tradicional de las medallas en forma de aro presentó una pequeña variación, siendo realizadas en forma de corazón. De un lado se observa el logotipo de los juegos y en la otra cara el logo de la Organización Deportiva Suramericana. La organización buscó simular un corazón que reflejara el amor que Medellín, Antioquia y Colombia pusieron en la preparación de la novena edición de los juegos.
Las medallas fueron fabricadas en un material llamado zamac con una aleación de estaño, cobre y hierro con forma de corazón de 5,5 centímetros de diámetro. Se planificó inicialmente entregar 1019 medallas doradas, 1019 plateadas, 1218 de bronce. Se entrega una mayor cantidad de medallas de bronce porque en especialidades como boxeo se entregan dos medallas de bronce a los terceros lugares. Además de las medallas a entregar fueron fabricadas cuatro mil unidades conmemorativas a los participantes y personal acreditados en los juegos.

#### Medallero

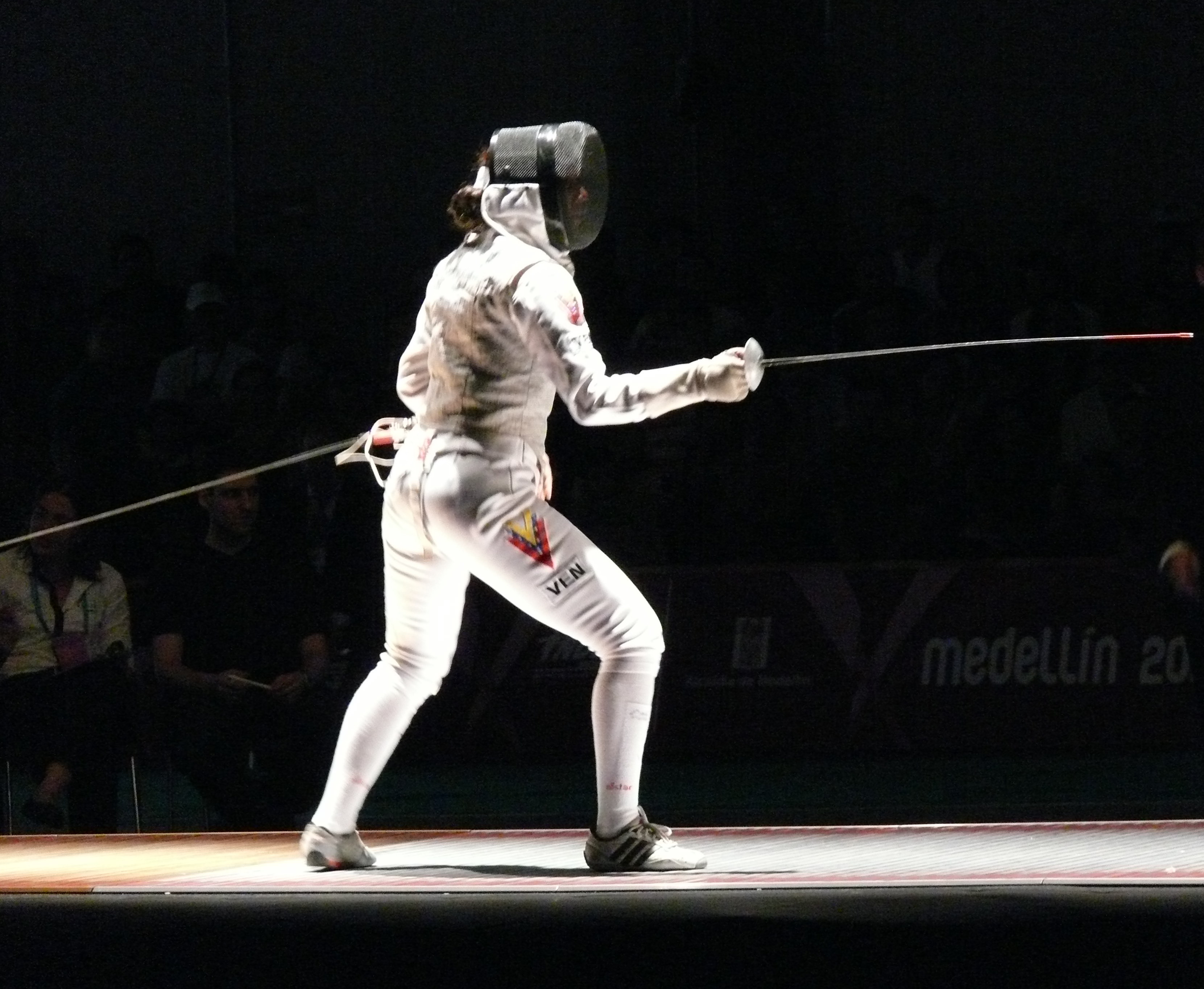
Esgrima en los Juegos Suramericanos de 2010.

A continuación se muestra el medallero final de los juegos.
| Núm.  | País                  | Oro | Plata | Bronce | Total | Orden por Total |
| ----- | --------------------- | --- | ----- | ------ | ----- | --------------- |
| 1     | Colombia              | 145 | 125   | 104    | 374   | 1               |
| 2     | Brasil                | 129 | 119   | 101    | 349   | 2               |
| 3     | Venezuela             | 89  | 80    | 96     | 265   | 3               |
| 4     | Argentina             | 57  | 73    | 107    | 237   | 4               |
| 5     | Chile                 | 25  | 32    | 52     | 109   | 5               |
| 6     | Perú                  | 19  | 18    | 33     | 70    | 7               |
| 7     | Ecuador               | 16  | 21    | 59     | 96    | 6               |
| 8     | Bolivia               | 2   | 1     | 8      | 11    | 10              |
| 9     | Uruguay               | 1   | 8     | 4      | 13    | 8               |
| 10    | Paraguay              | 1   | 7     | 4      | 12    | 9               |
| 11    | Guyana                | 1   | 1     | 2      | 4     | 11              |
| 12    | Antillas Neerlandesas | 1   | 0     | 3      | 4     | 11              |
| 13    | Aruba                 | 0   | 0     | 2      | 2     | 12              |
| 13    | Panamá                | 0   | 0     | 2      | 2     | 12              |
| 13    | Surinam               | 0   | 0     | 2      | 2     | 12              |
| TOTAL | TOTAL                 | 486 | 485   | 579    | 1550  |                 |

#### Reseña

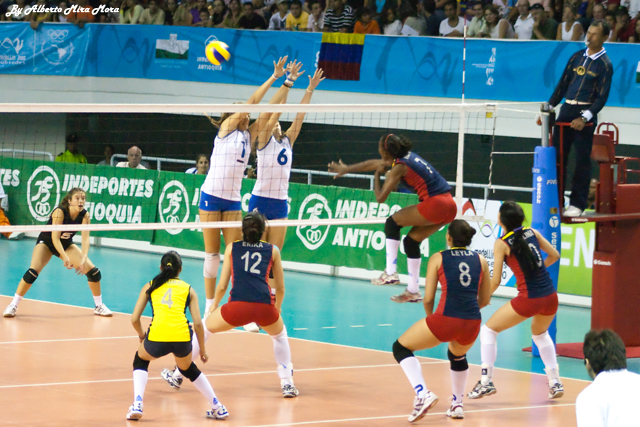
Partido Uruguay contra Colombia en las competencias de voleibol.

A lo largo de catorce días de competencias deportivas, se rompieron varias marcas. Los momentos más importantes de los juegos fueron:
- 17 de marzo. Las competencias de ciclismo comenzaron dos días de antelación a la ceremonia de apertura.[82]
- 18 de marzo. Odesur: Diluvio en Medellín obligó a suspender el bicicrós.[83]
- 19 de marzo. Se realizó la ceremonia de apertura en el Estadio Atanasio Girardot.
- 20 de marzo. Brasil se posicionó en segundo lugar luego de Colombia líder en el medallero.[84]

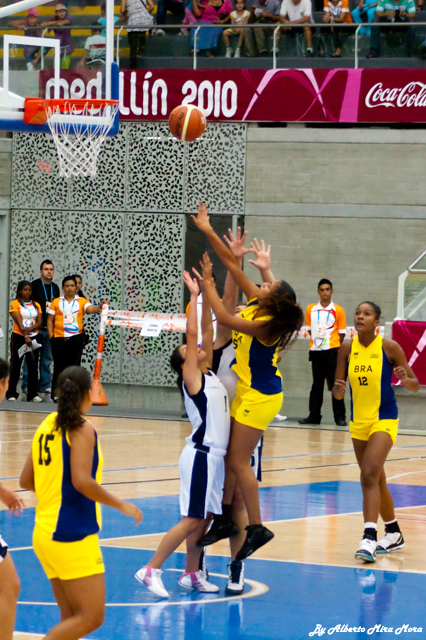
Partido de baloncesto femenino entre los seleccionados de Brasil y Ecuador.

- 21 de marzo. Bolivia obtuvo sus dos primeras medallas de oro y una de bronce gracias a la especialidad de tiro olímpico.[85] Colombia supera el umbral de cien medallas.[86]
- 22 de marzo. Brasil superó el umbral de las cien medallas en total y comenzó a recortar su separación con Colombia. Guyana, Antillas Neerlandesas obtuvieron sus primeras medallas de oro en los juegos.[87]
- 23 de marzo. Paraguay obtuvo su primera medalla de oro. Los juegos superaron el umbral de quinientas medallas y al culminar el día se habían entregado quinientas cincuenta y nueve.[88]
- 24 de marzo. Al culminar el día Colombia  sobrepasó las doscientas medallas. Venezuela se posicionó en el tercer lugar superando de esta manera a Argentina.[89] Jercy Puello Ortiz, patinadora colombiana, registró un nuevo récord mundial en patinaje de carreras con un tiempo de 26 s 300 mil.[90]
- 25 de marzo. Colombia llega a las noventa y siete medallas de oro superando su marca de preseas doradas recibidas en los juegos Buenos Aires 2006.[91]
- 26 de marzo. Los juegos superaron el umbral de las mil medallas entregadas y al culminar el día se habían entregado 1046. La selección de Brasil obtiene cuatro nuevas marcas en los juegos a través de sus nadadores: Leonardo Deus, Joanna Maranhão y Felipe Silva. Betsi Rivas, halterófila venezolana, registra nuevo récord en la disciplina 48 kg mujeres.
- 27 de marzo. Brasil disminuyó su distancia al primer lugar. Chile logró superar a Perú en el medallero y se posicionó en el quinto lugar luego de Argentina.[92] La modalidad de natación registra cuatro nuevas marcas por los nadadores: Alejandro Gómez, Leonardo Deus,[93] Federico Grabich[94] y Joanna Maranhão,[95] mientras que Alexandra Escobar[96] y Nisida Palomeque,[97] halterófilas ecuatoriana y colombiana marcan nuevos registros en las especialidades de 58 kg y 62 kg mujeres, respectivamente. El comité ejecutivo de la Odesur retira las medallas a las atletas Karina Villazana Álvarez y Ana Sánchez por encontrarse pruebas positivas en dopaje.[98]

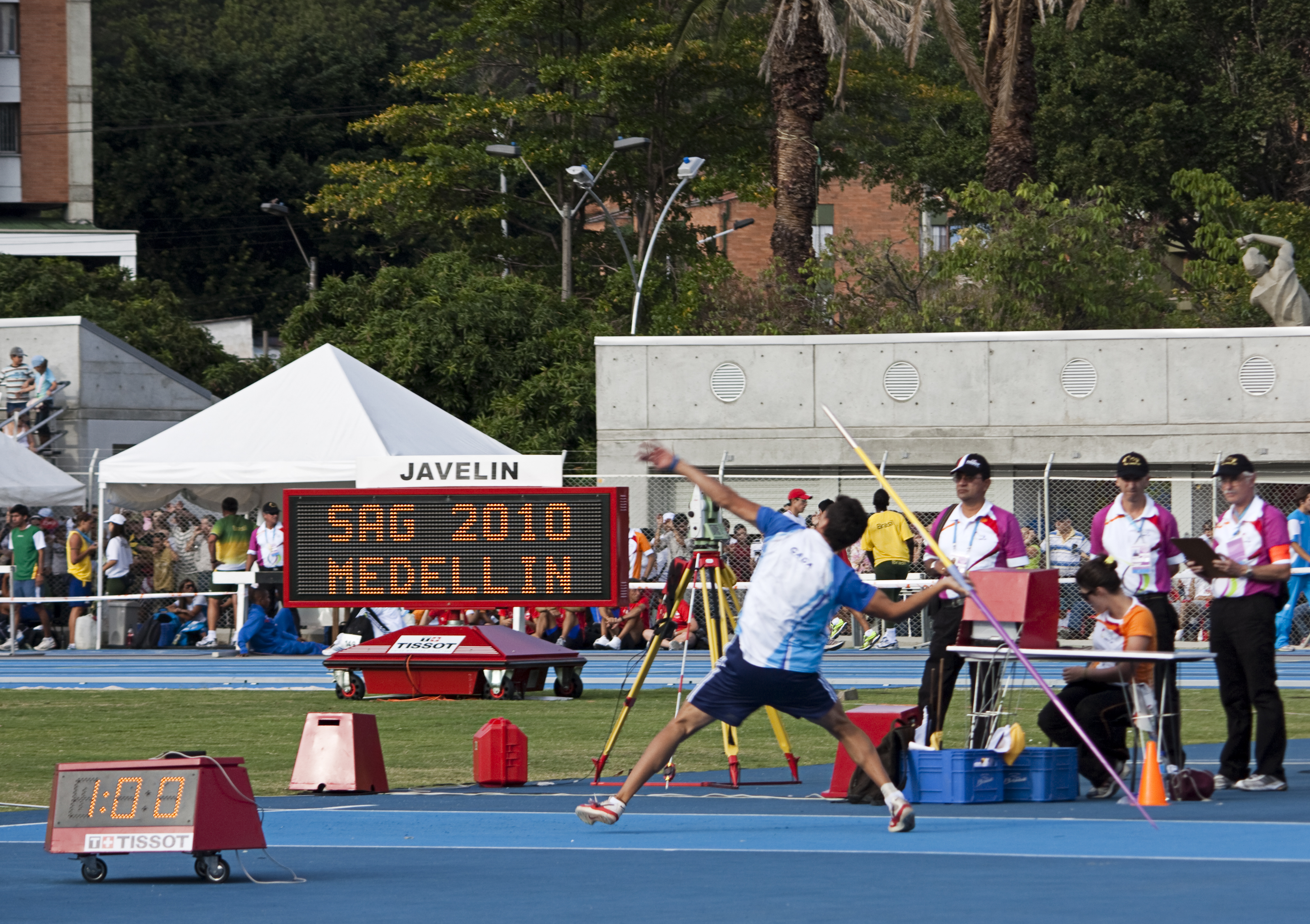
Pruebas de lanzamiento de jabalina en las competencias de atletismo.

- 28 de marzo. Colombia rompió la marca del total de medallas ganadas por un país en los Juegos Suramericanos que tenía Brasil con trescientas treinta y tres ganadas en los juegos de Brasil 2002 al obtener al final de la jornada del día un total de trescientas cincuenta y dos.[99] Brasil superó las trescientas medallas en total, mientras que Argentina y Venezuela sobrepasaron las doscientas medallas.[100] Yoni Andica y Leidy Solís alcanzan nuevas marcas en las modalidades de 77 kg hombres y 69 kg mujeres de halterofilia respectivamente. El equipo de natación de Brasil registra dos nuevas marcas en las modalidades: individual 200 m hombres y relevo nado combinado hombres. Clara Guerrero y Jercy Puello Ortiz, deportistas colombianas de las especialidades de bolos y patinaje respectivamente se posicionaron como líderes en la tabla de multimedallas.[101]
- 29 de marzo. Brasil tuvo una jornada con muchas victorias, pero no fue suficiente para llegar al primer lugar.[102] Flávia Cazziolato, nadadora brasileña, registra nueva marca de 25,51 segundos en estilo libre 50 m mujeres.
- 30 de marzo. Colombia se tituló «campeón de los Juegos Suramericanos de Medellín 2010»[103] por primera vez en la historia,[50] con un total de ciento cuarenta y cuatro preseas de oro,[104] seguido por Brasil con ciento treinta y tres, Venezuela con ochenta y nueve y Argentina en su peor desempeño histórico con cincuenta y cuatro medallas de oro.[81]

#### Múltiples ganadores
El tablero de multimedallas de los Juegos Suramericanos de 2010 presenta a los cinco deportistas que conquistaron más medallas en estas justas.
| Clasificación | Deportista                     | País     | Disciplina    |   |   |   | Total |
| 1             | Clara Juliana Guerrero Londono | Colombia | Bolos         | 6 | 1 | 0 | 7     |
| 1             | Jercy Puello Ortiz             | Colombia | Patinaje      | 6 | 1 | 0 | 7     |
| 3             | Julio Almeida                  | Brasil   | Tiro olímpico | 6 | 0 | 0 | 6     |
| 3             | Angélica Kvieczynski           | Brasil   | Gimnasia      | 6 | 0 | 0 | 6     |
| 3             | Manuel Hernando Otalora Ortiz  | Colombia | Bolos         | 6 | 0 | 0 | 6     |

#### Dopaje

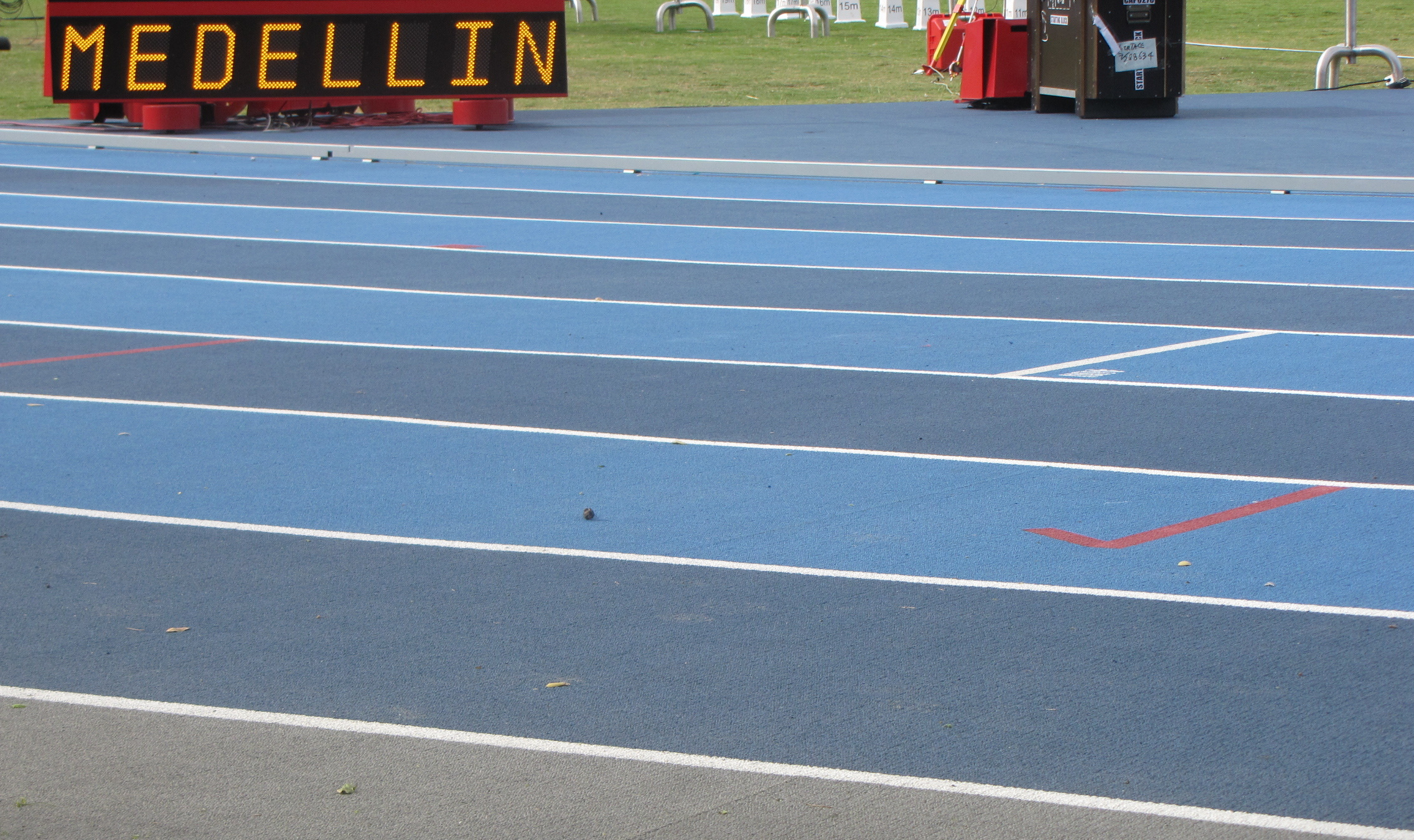
Durante los Juegos se confirmaron dos casos de dopaje en las competencias de atletismo.

Durante las pruebas realizadas durante las jornadas deportivas fueron confirmados dos casos de dopaje. Karina Villazana, atleta del Perú, dio positivo por cocaína y el comité ejecutivo de la Odesur la despojó de las medallas de oro y plata, la primera obtenida en la prueba de 10 000 metros y la segunda en los 5000 metros. La presea dorada pasó a manos de la peruana Iony Ninahuaman, mientras que la colombiana Aura María Rojas y la brasileña Ana Brandao obtuvieron las medallas de plata y bronce, respectivamente. 
Ana Sánchez, atleta de Bolivia, dio positivo por nandrolona, por lo que el comité ejecutivo la despojó de la medalla de bronce obtenida en la prueba de 4 x 400 metros de relevo. Además, las autoridades deportivas decidieron descalificar a las demás integrantes del equipo boliviano que participaron en dicha competencia, por lo que la medalla de bronce fue adjudicada a Argentina.
«El comité ejecutivo de Odesur decidió hoy [27 de marzo] sancionar [a ambas deportistas] con [la] exclusión de los IX Juegos Deportivos, y consecuentemente la retirada de sus medallas», señaló el organizador a través de un comunicado oficial.

### Ceremonia de clausura

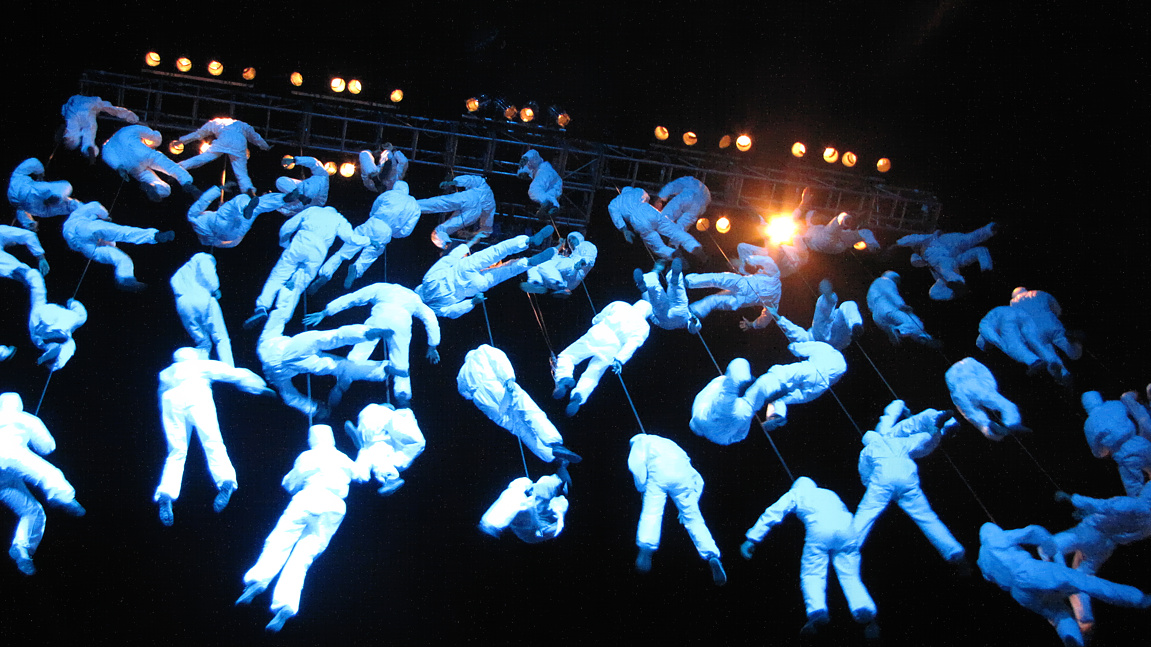
La Fura dels Baus, empresa española y diseñadora de la Ceremonia de apertura de los Juegos Olímpicos de Barcelona 1992, participó en el desfile de clausura de los Juegos Medellín 2010.

El acto de clausura se realizó el 30 de marzo de 2010 en las calles de la ciudad de Medellín al aire libre, con entrada gratuita y se estimó la asistencia de más de un millón de personas. El evento contó con la participación de más de quinientas personas de compañías artísticas nacionales —en un 95 %— e internacionales como La Fura dels Baus, empresa española que diseñó la ceremonia de apertura de los Juegos Olímpicos de Barcelona 1992 y Els Comediants, reconocida internacionalmente por sus montajes festivos, vanguardista y por la realización de la clausura de los Juegos de Barcelona 1992.
El espectáculo tuvo el diseño de un desfile callejero al estilo «Urban Performing» y fue organizado por la empresa Culture Fit como lo hizo con la ceremonia de apertura. El acto comenzó a las cuatro de la tarde y salió de la avenida San Juan entre las carreras 76 y 78. El recorrido fue de occidente a oriente y la llegada fue al Parque de los Pies Descalzos, lugar donde se realizó el acto principal de la clausura.
En el acto central se rompió con la tradición de despedir los juegos en un escenario cerrado. Se realizaron alegorías frente al nuevo edificio de las Empresas Públicas de Medellín sobre las artes plásticas, la música, el teatro, la literatura, la danza y los deportes, así como escenas metafóricas conformada por gigantes imágenes alusivas a la ciudad de Medellín y al llamado «Gigante Mutis» en homenaje al sacerdote español José Celestino Mutis, conocido explorador e investigador de la botánica de Colombia.
La ceremonia culminó con un espectáculo de fuegos pirotécnicos. De esta manera se dio el adiós a Medellín y se pasó el relevo de los juegos a Santiago de Chile. El evento fue diseñado para ser de alto impacto visual, musical, con arte, teatro, y tecnología.

## Nuevas marcas suramericanas
Durante las jornadas deportivas de los juegos de Medellín 2010, se superaron catorce plusmarcas suramericanas en las especialidades deportivas de natación, seis en levantamiento de pesas y un récord mundial en patinaje de carreras de Jercy Puello Ortiz. A continuación se detallas las nuevas marcas obtenidas:
| Deporte                | País                   | Deportista                        | Evento                        | Tipo de marca    | Valor               | Fecha               |
| Patinaje               | Colombia               | Jercy Puello Ortiz                | 300 m contrarreloj individual | Registro mundial | 26.3                | 24 de marzo de 2010 |
| Natación               |                        |                                   |                               |                  |                     |                     |
| Venezuela              | Alejandro Gómez        | 400 m libre hombres               | Registro de Juegos            | 03:58.41         | 27 de marzo de 2010 |                     |
| Brasil                 | Leonardo Deus          | 200 m mariposa hombres            | Registro de Juegos            | 02:01.20         | 27 de marzo de 2010 |                     |
| Brasil                 | Felipe Silva           | 100 m pecho hombres               | Registro de Juegos            | 01:02.87         | 26 de marzo de 2010 |                     |
| Argentina              | Federico Grabich       | 100 m espalda hombres             | Registro de Juegos            | 00:56.74         | 27 de marzo de 2010 |                     |
| Brasil                 | Guilherme Guido        | 100 m espalda hombres             | Registro de Juegos            | 55.14            | 27 de marzo de 2010 |                     |
| Brasil                 | Leonardo Deus          | 200 m espalda hombres             | Registro de Juegos            | 02:02.00         | 26 de marzo de 2010 |                     |
| Brasil                 | Thiago Pereira         | Individual mixto 200 m hombres    | Registro de Juegos            | 02:03.16         | 28 de marzo de 2010 |                     |
| Brasil                 | Brasil                 | Relevo nado combinado hombres     | Registro de Juegos            | 03:43.73         | 28 de marzo de 2010 |                     |
| Venezuela              | Venezuela              | 4 × 200 m libre hombres           | Registro de Juegos            | 7:29.12          | 27 de marzo de 2010 |                     |
| Brasil                 | Flávia Cazziolato      | 50 m libre mujeres                | Registro de Juegos            | 00:25.51         | 29 de marzo de 2010 |                     |
| Brasil                 | Paula Daynara          | 100 m mariposa mujeres            | Registro de Juegos            | 1:00.44          | 27 de marzo de 2010 |                     |
| Brasil                 | Joanna Maranhão        | Individual mixto 200 m mujeres    | Registro de Juegos            | 02:17.07         | 26 de marzo de 2010 |                     |
| Brasil                 | Joanna Maranhão        | Individual mixto 400 m mujeres    | Registro de Juegos            | 04:52.84         | 27 de marzo de 2010 |                     |
| Brasil                 | Joanna Sa              | Nado combinado individual mujeres | Registro de Juegos            | 2:17.07          | 26 de marzo de 2010 |                     |
| Levantamiento de Pesas |                        |                                   |                               |                  |                     |                     |
| Venezuela              | Israel Rubio           | 69 kg hombres                     | Registro de Juegos            | 311.0            | 27 de marzo de 2010 |                     |
| Venezuela              | Yoni Andica            | 77 kg hombres                     | Registro de Juegos            | 331.0            | 28 de marzo de 2010 |                     |
| Venezuela              | Betsi Rivas            | 48 kg mujeres                     | Registro de Juegos            | 163.0            | 26 de marzo de 2010 |                     |
| Ecuador                | María Escobar Guerrero | 58 kg mujeres                     | Registro de Juegos            | 220.0            | 27 de marzo de 2010 |                     |
| Colombia               | Nisida Palomeque       | 63 kg mujeres                     | Registro de Juegos            | 231.0            | 27 de marzo de 2010 |                     |
| Colombia               | Leidy Solís            | 69 kg mujeres                     | Registro de Juegos            | 248.0            | 28 de marzo de 2010 |                     |

Adicionalmente, la delegación de Colombia en Medellín 2010 batió la marca del mayor número de medallas obtenidas por un país en una edición de los juegos. Antes de la presentes justas, la marca la tenía Brasil con trescientas treinta y tres medallas ganadas en los juegos de Brasil 2002 y Colombia obtuvo al final de las competiciones deportivas un total de trescientas setenta y dos preseas.
Los juegos de Medellín 2010 se convirtieron en la edición en la que se entregó el mayor número de medallas con un total de 1551. De la misma manera, con 3751 deportistas acreditados, obtuvo la marca de los Juegos Suramericanos con el mayor número de deportistas participantes y la edición con mayor número de deportes en competencia, con un total de treinta y un deportes en el programa.
La Odesur a través de su presidente, informó que los juegos de Medellín 2010, para la fecha, son los mejores juegos en la historia de los Juegos Suramericanos. De esta manera expresó: 

Han puesto el listón muy arriba... creo que Medellín está cambiando el nivel de los juegos. Puso el listón más arriba y los comités ejecutivos de los próximos juegos deben poner atención en la organización y la preparación de los deportistas... Es importante que en cada uno de los juegos se tenga el nivel de la organización y el nivel de trabajo, que se beneficie a los atletas, como lo hizo Medellín. Todos deben luchar por hacer cada uno de los juegos mejor que los anteriores, así como sucedió en los Juegos Olímpicos de Pekín 2008.
Carlos Arthur Nuzman